# Конін (Великопольське воєводство)
Ко́нін (пол. Konin) — місто в центральній Польщі, на річці Варта.

## Історія
Вперше Конін (як північна частина міста Гослава) згадується у 1293 році. Спочатку на місці Коніна було острівне поселення на річки Варта, мешканці якого охороняли брід, а згодом побудований міст (вперше згадується у 1328 р.) на маршруті між Калішем і Крушвіцею. З 1314 року місто входило до складу Калішського воєводства Великопольської провінції. У 1331 році місто було зруйновано тевтонськими лицарями, після чого перебудовано на прохання Казимира Великого в 1333—1370 роках.
У 1793 році, у результаті Другого поділу Польщі, Конін опинився у складі Прусського королівства, а з 1795 р. у складі Калішського департаменту Південної Пруссії. У 1807 р. місто знаходилось у складі Варшавського герцогства, створеного французами. У 1815 році згідно рішення Віденського конгресу Конін опинився в Калішському воєводстві Польського королівства під окупацією Російської імперії, а після 1837 р. — у складі Калішської губернії. У 1820-х роках було розпочато будівництво житлового сектору. Зрештою, залишки замку були розібрані і на його місці було побудовано єврейський квартал. Під час січневого повстання в 1863 році в районі відбулися кілька сутичок і боїв; після повстання місто охопили репресії з боку російської влади.
Після повстання почалося будівництво фабрика сільськогосподарської техніки та інших дрібних заводів. В 1905 році почала працювати телеграфна станція. Забудова міста вийшла за межі середньовічних кордонів на Калишські, Кольські та Слупські околиці. На основних дорогах була викладена бруківка. а після завершення будівництва муніципальної електростанції, місто з 1916 року було електрифіковано.
Наприкінці серпня 1914 року під час Першої світової війни, Конін було окуповано німецькими військами. 11 листопада 1918 року відбулася сутичка поміж німецькими військами та Польською військовою Організацією (POW). Земський будинок перейшов у розпорядження ПОВ, після чого польські студенти зібралися біля будівлі. ПОВ закликали німців здати зброю, але прибули німецькі війська. які відкрили вогонь по натовпу. В результаті загинули 5 чоловік, а ще двоє померли в лікарні. Наступного дня під натиском патріотичних сил німецькі війська змушені були залишити місто.
У 1922 році було відкрито залізничне сполучення Стшалково-Кутно, що з'єднало великі міста Познань та Варшаву. У 1937 році розпочалося прокладання річкового каналу, який з'єднав Варту з Гоплою. Будівництво каналу було завершене в 1949 році. 
На початку Другої світової війни німецька авіація бомбила залізничні станції. 14 вересня місто було окуповане німецькими військами та стало резиденцією німецького повітового уряду як частина рейхсгау Вартеланду. Під час окупації бл. 21 % місцевого населення було винищено. У 1939—1941 рр. більшість поляків були депортовані до Генерал-губернаторства, а натомість звільнений від поляків та євреїв Конін почав заселятися німцями в рамках так-званої доктрини «Heim ins Reich». У березні 1944 року в районі Коніна в Гославицях окупаційний уряд організував трудовий табір, який охоплював також навколишні села Малінець та Цукровню-Гославіці. До кінця німецької окупації в таборі перебувало понад 15 тис. осіб. 20 січня 1945 року до міста увійшли радянські війська 8-го механізованого бронетанкового корпусу генерала Івана Дремова.
В лютому 1945 року в місті було створено районний комітет Польської Робітничої Партії. Цього ж року було відремонтовано міст на річці Варта. У 1948 році розпочав свою діяльність педагогічний ліцей у Моржиславі. У 1949—1953 роках поблизу станції PKP був побудований перший житловий комплекс. У 1952 році був введений в експлуатацію новий міст на річці Варта. У 1953 року почали відкриватися шахти з видобутку бурого вугілля і перше вугілля було отримане з шахти «Niesłusz». У 1958 році почався видобуток вугілля з котловану «Gosławice».  У 1961 році почалося будівництво алюмінієвого заводу «Konin» (завершено в 1966 році). У 1964 році було введено в експлуатацію електрифіковану ділянку залізничної лінії Познань-Конін. В цьому ж році було запущено шахту «Kazimierz». У 1967 році до Коніна приєднали села Хожен, Марантув, Морзислав і Неслуш. У 1970 році почався видобуток вугілля з шахти «Jóźwin». У 1972 році на сталеливарному заводі «Konin» було відкрито прокатний цех. Цього року було відкрито Палац спорту. У 1973 році було відкрито спеціалізовану провінційну лікарню на 700 ліжок та медичний ліцей. У 1975 році було введено в експлуатацію амфітеатр на 4600 місць.
1 червня 1975 року Конін став столицею Конінського воєводства. У 1976 р. відкрилося відділення Культурно-освітнього університету ім. А. Міцкевича, що у Познані. В місті також почав працювати консультаційні центри Економічної та Політехнічної академій у Познані.
У 1990 році мером міста був Марек Вашковяк, який обіймав посаду до 1994 року. У 1994—2010 роках його наступником був обраний Казімеж Палаш (4 терміни). У 2010 році новим мером від СДП було обрано Юзефа Новицького, який був переобраний і в 2014 році.
У 1998 році було створено Державну вищу професійну школу. З 1 січня 1999 року Конін — місто з правами на повіту у складі Великопольського воєводства.  

## Демографія
Демографічна структура станом на 31 березня 2011 року:
|          | Загалом | Допрацездатний вік | Працездатний вік | Постпрацездатний вік |
| -------- | ------- | ------------------ | ---------------- | -------------------- |
| Чоловіки | 37400   | 6911               | 26225            | 4264                 |
| Жінки    | 41125   | 6572               | 24682            | 9871                 |
| Разом    | 78525   | 13483              | 50907            | 14135                |

## Галерея

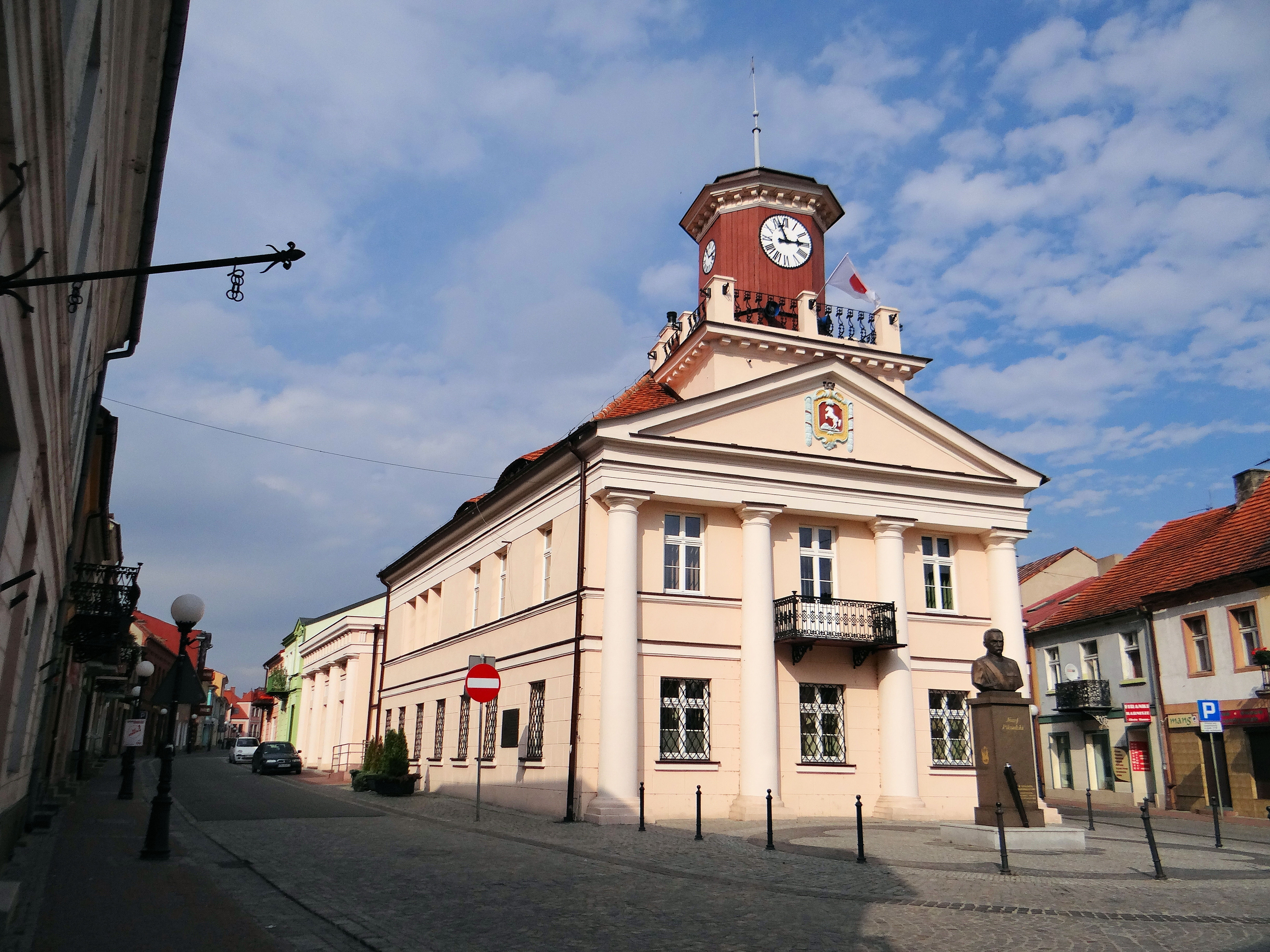
Стара ратуша
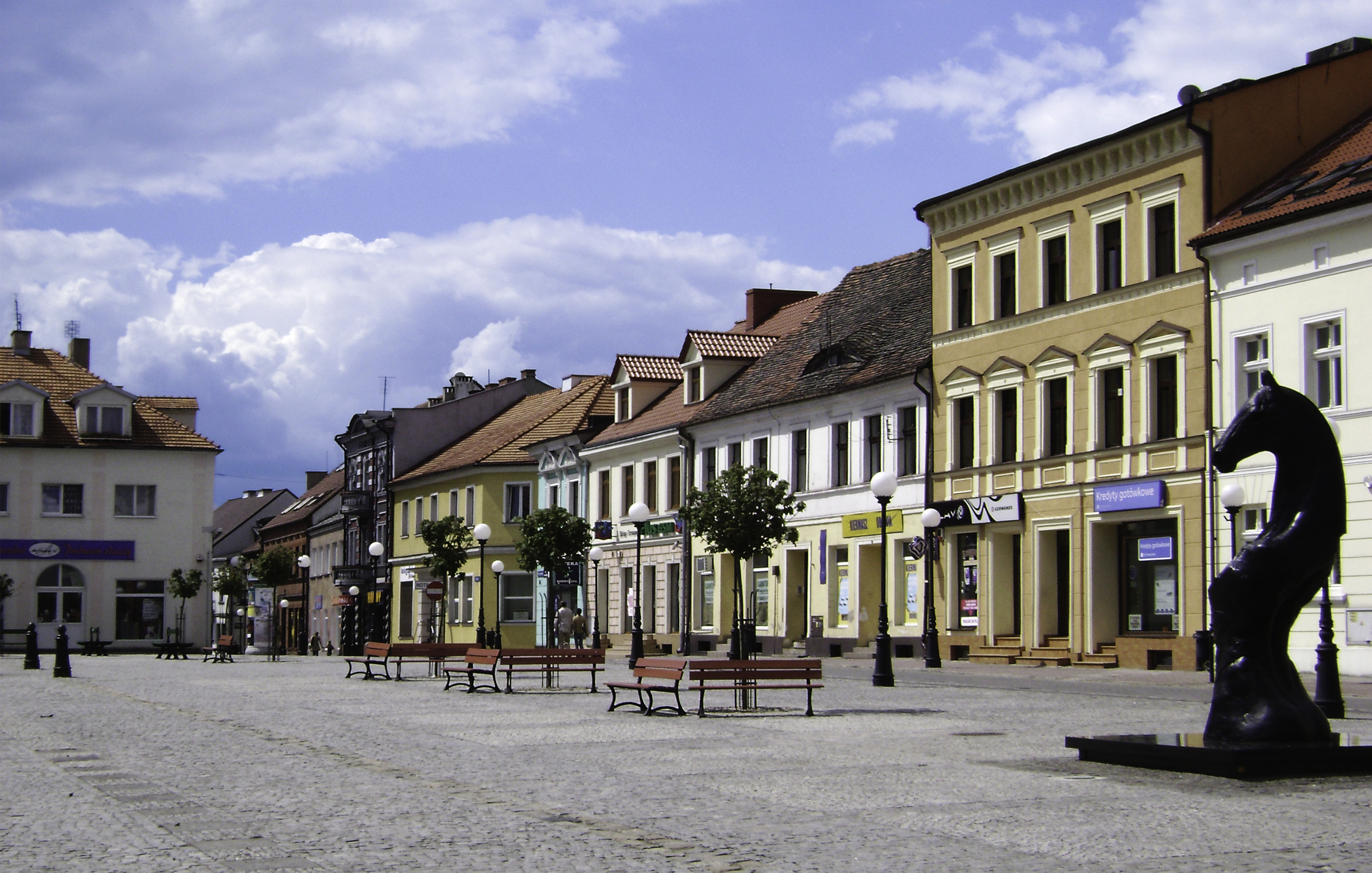
Ринкова площа
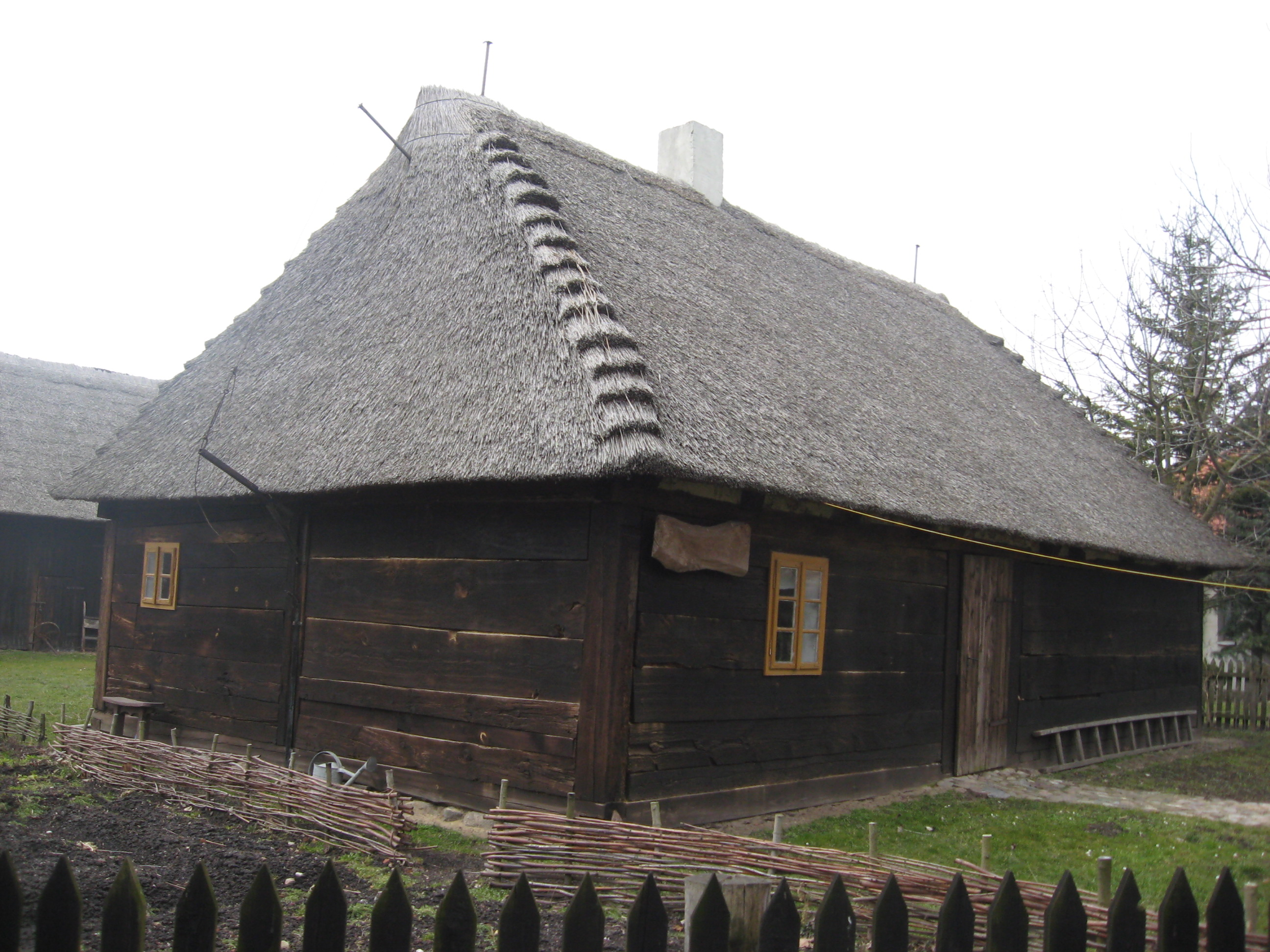
Старовинна хата в Ґославіце
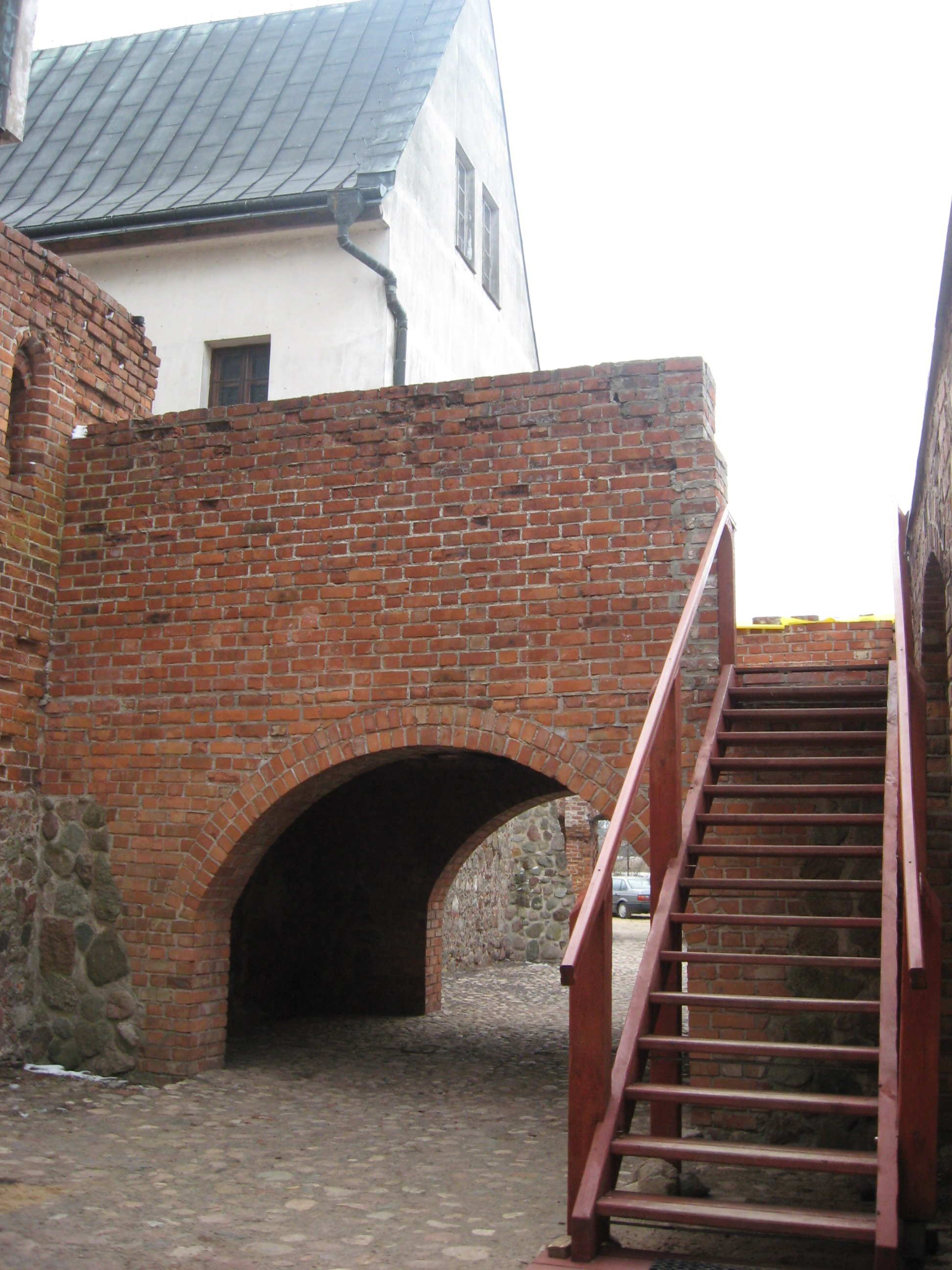
Куточок замку в Ґославіце
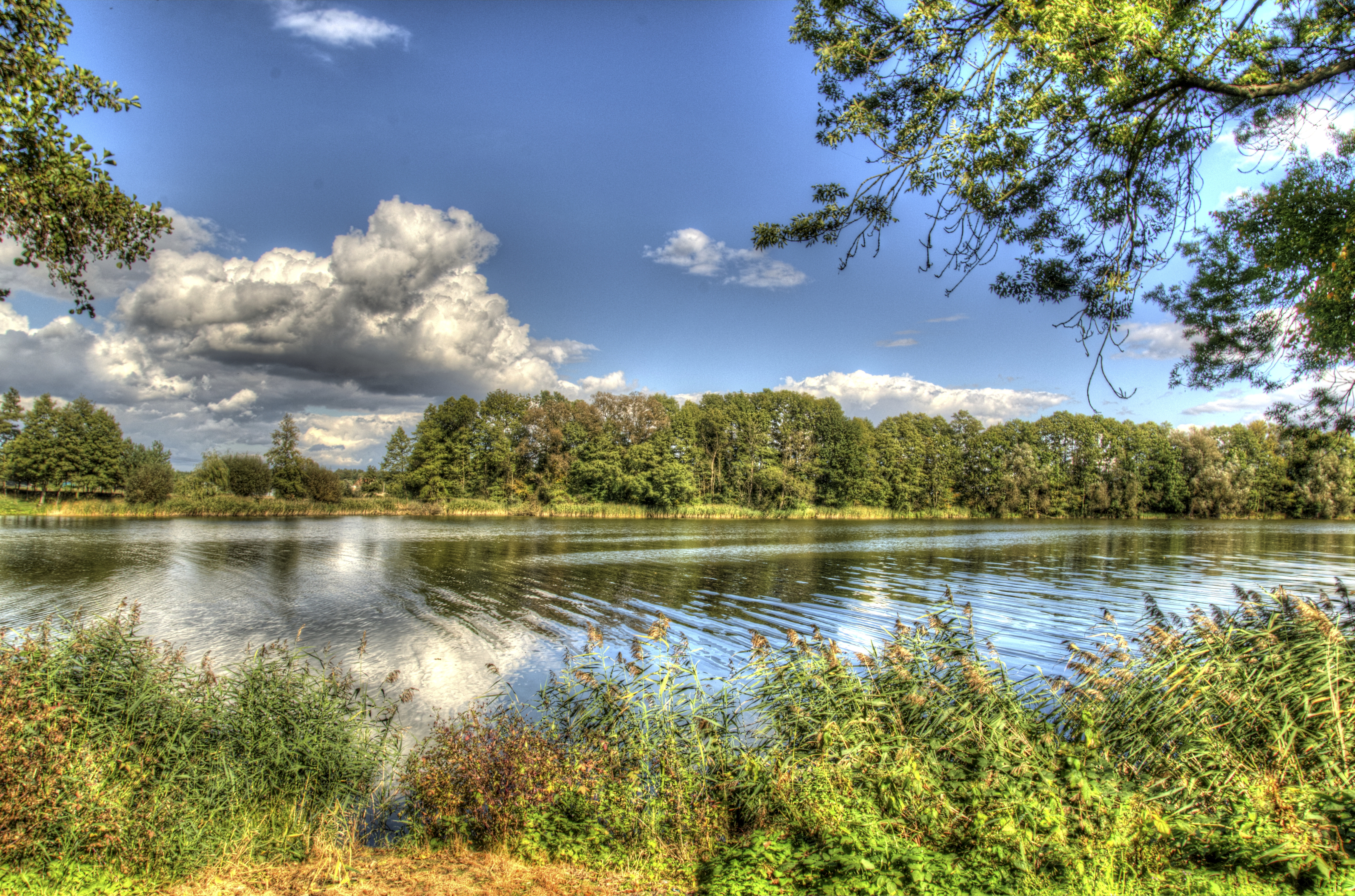
Річка Варта
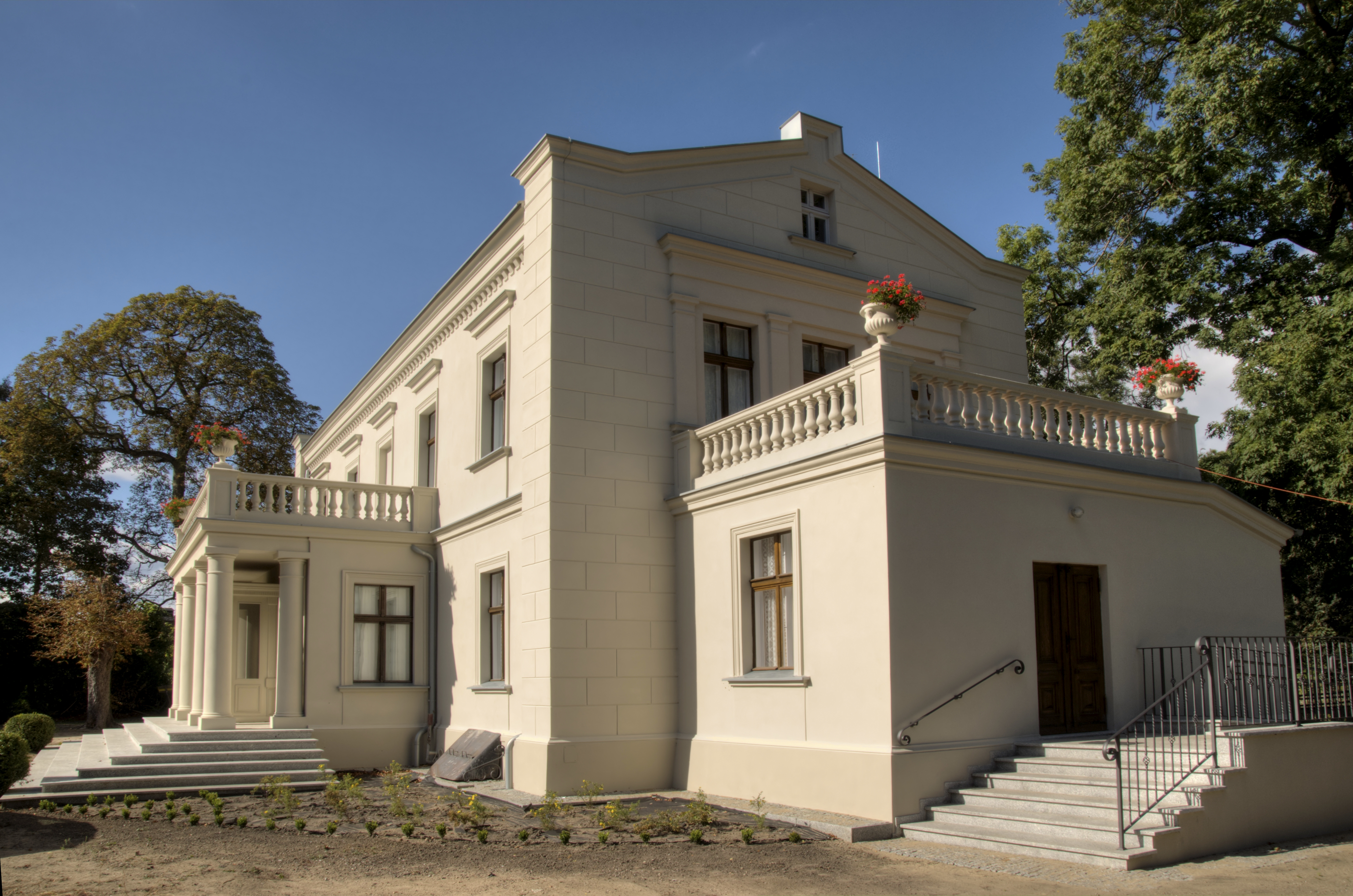
Країна садиба в парку Львувек
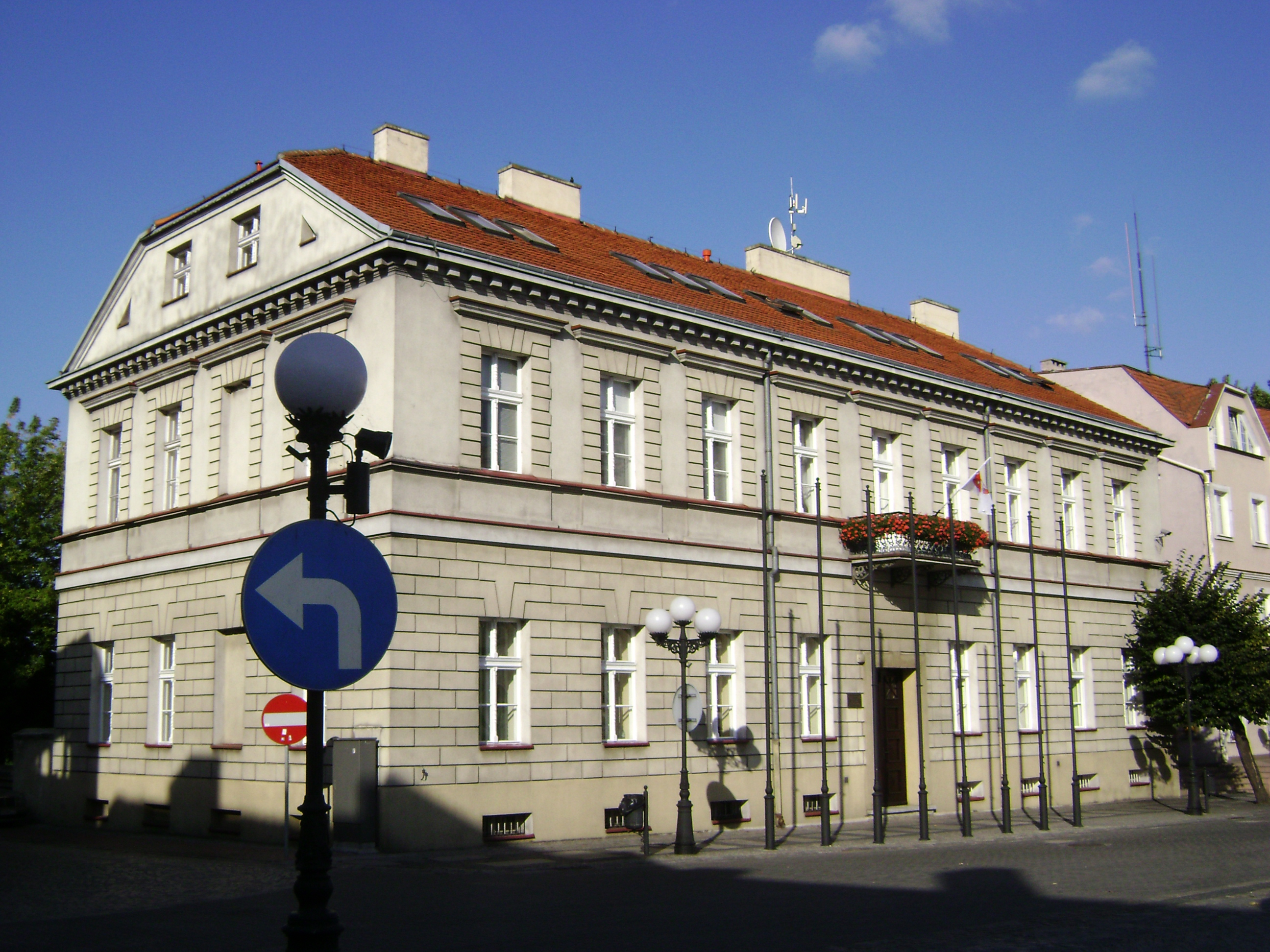
Будівля муніципалітету
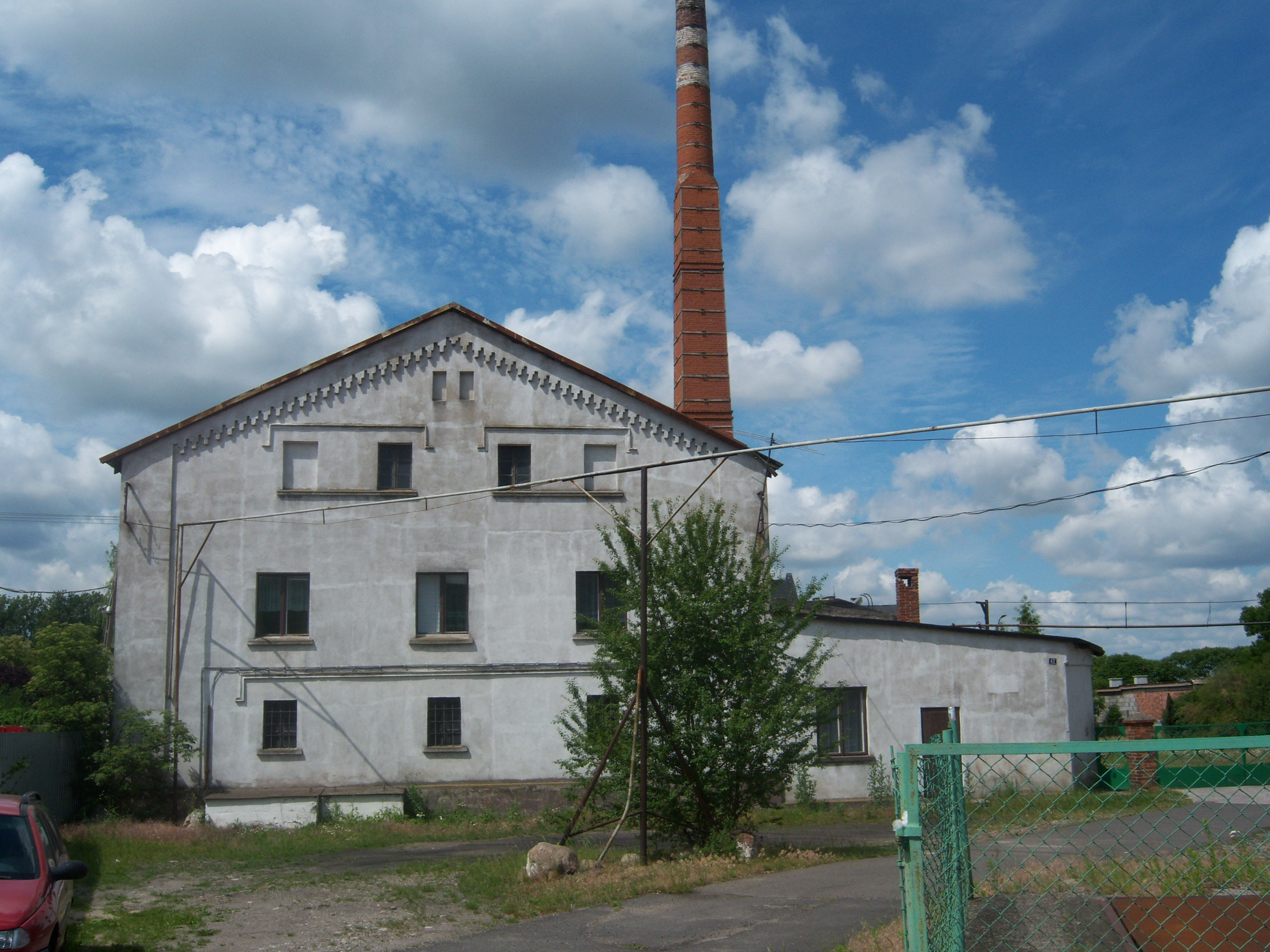
Старий спиртзавод на Ґославицькій вулиці
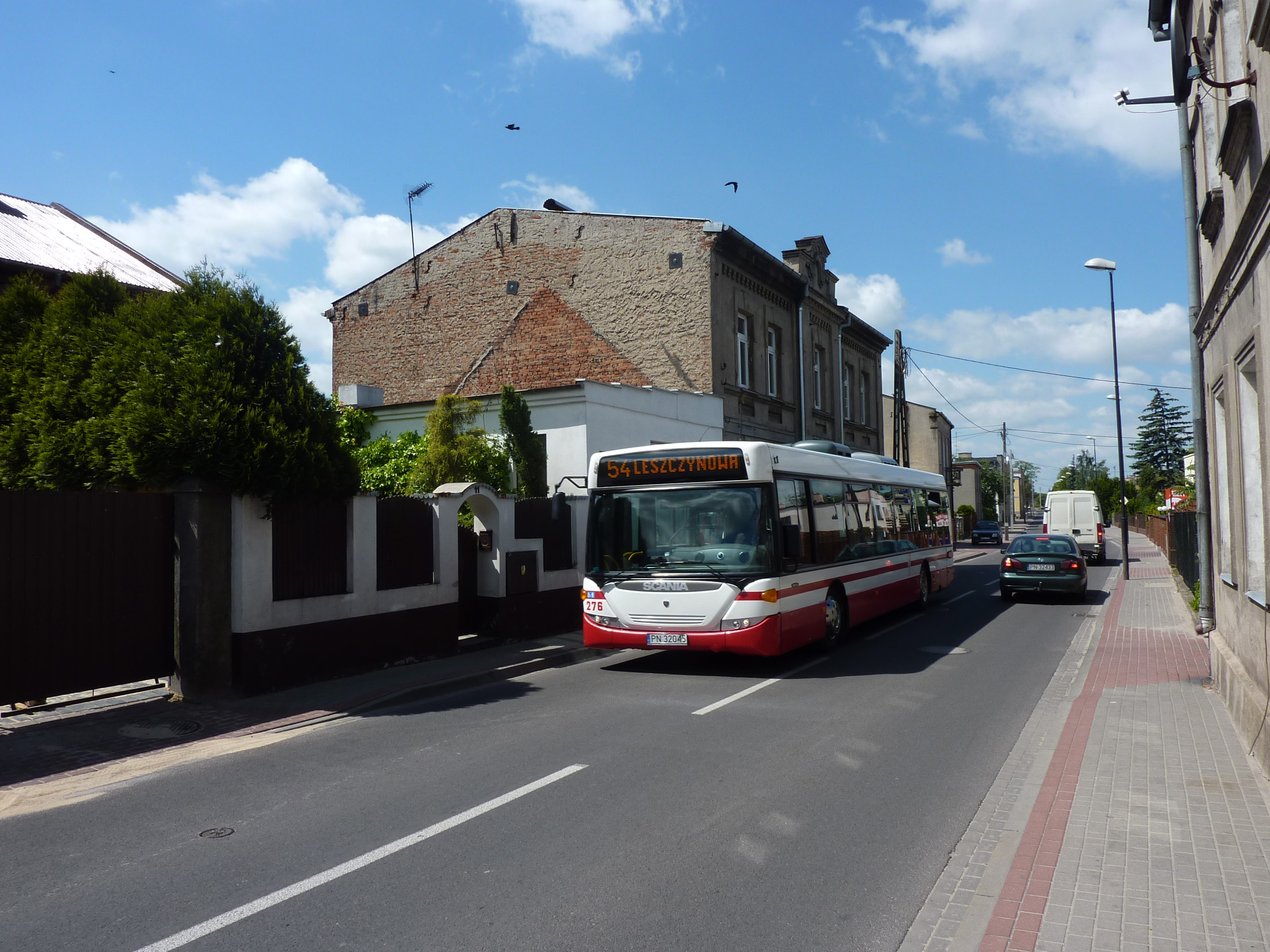
Вулиця Домбровського
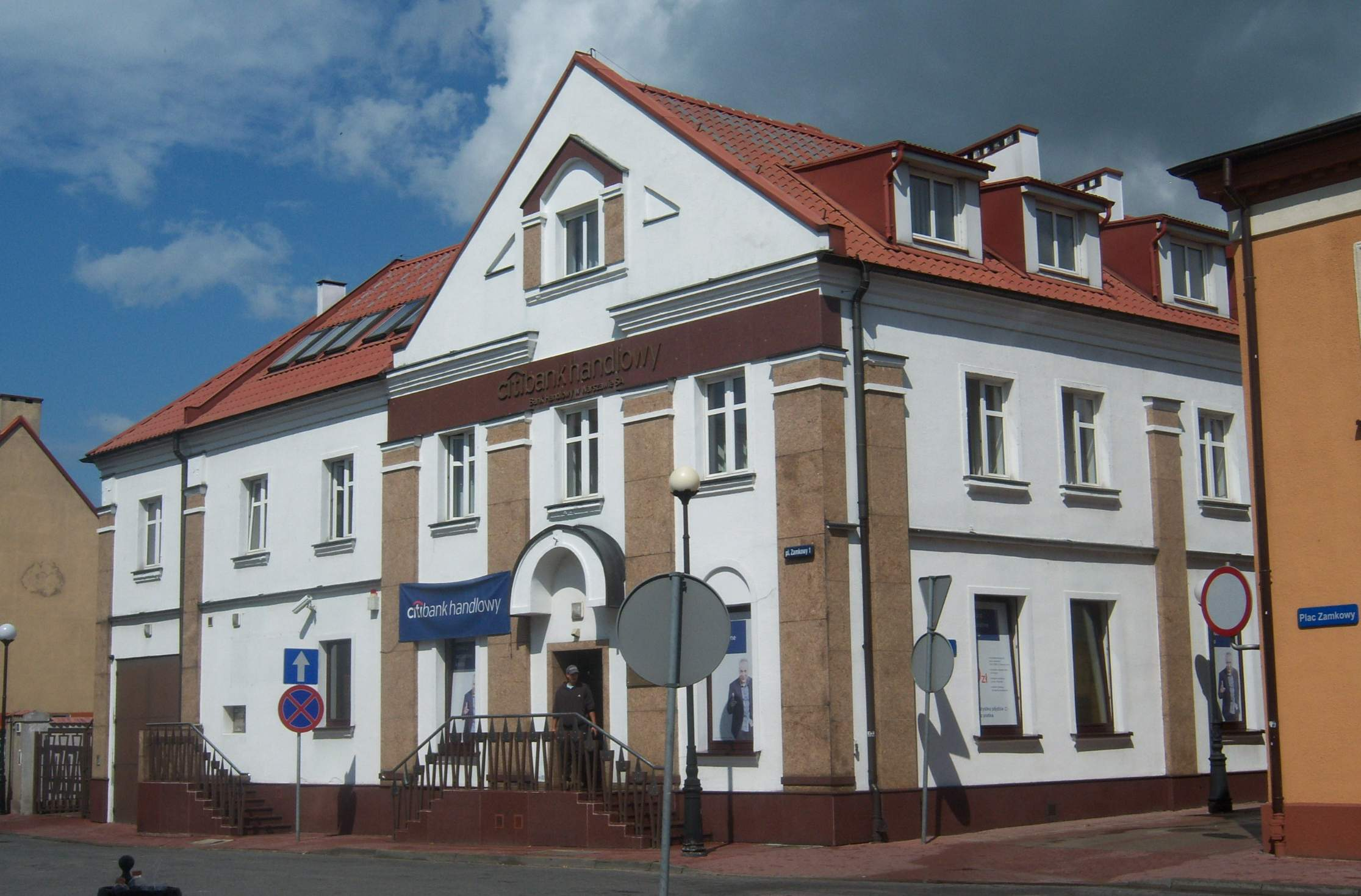
1 Замкова площа
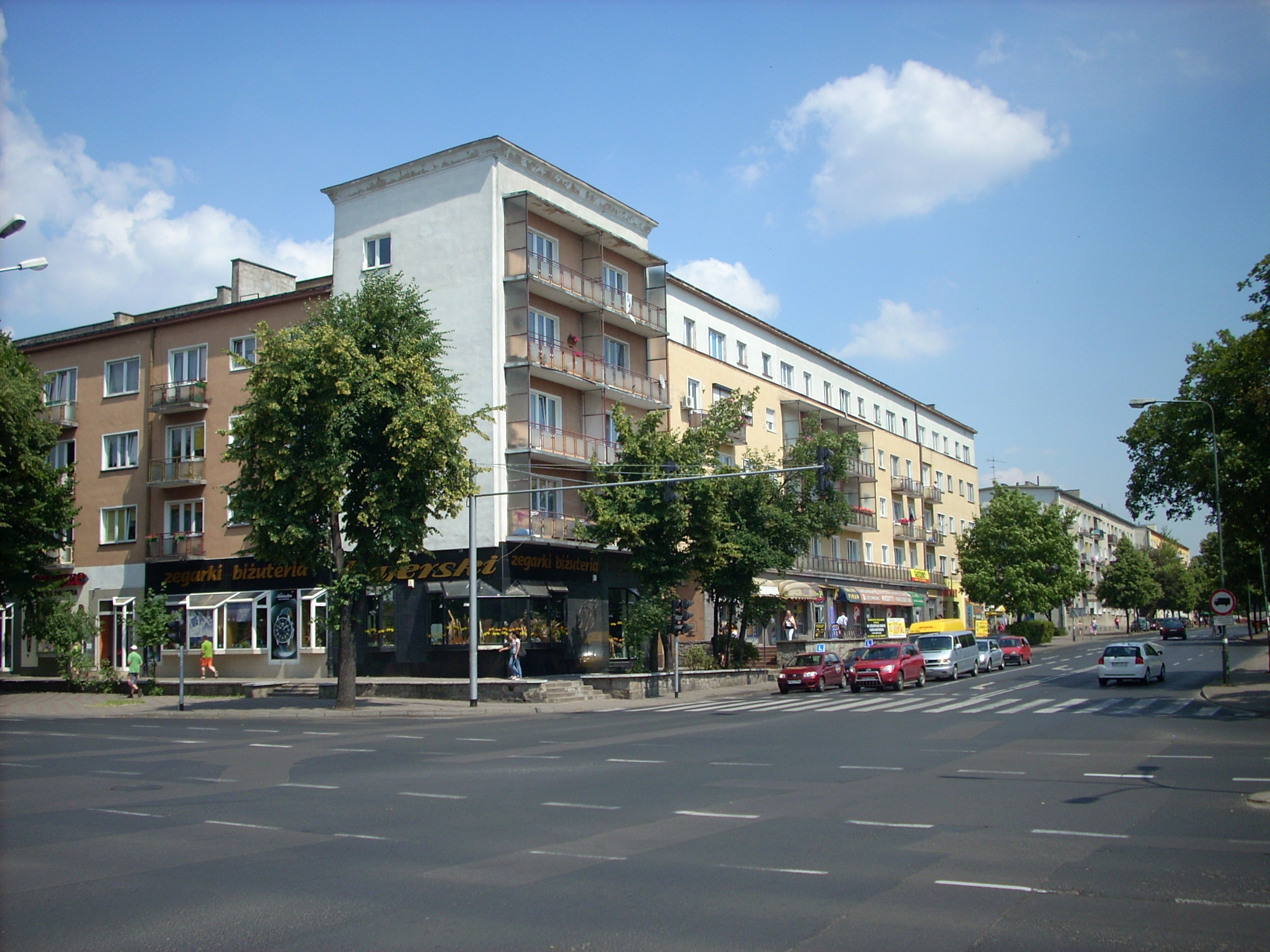
Ріг вулиць 3 травня і Дворцової
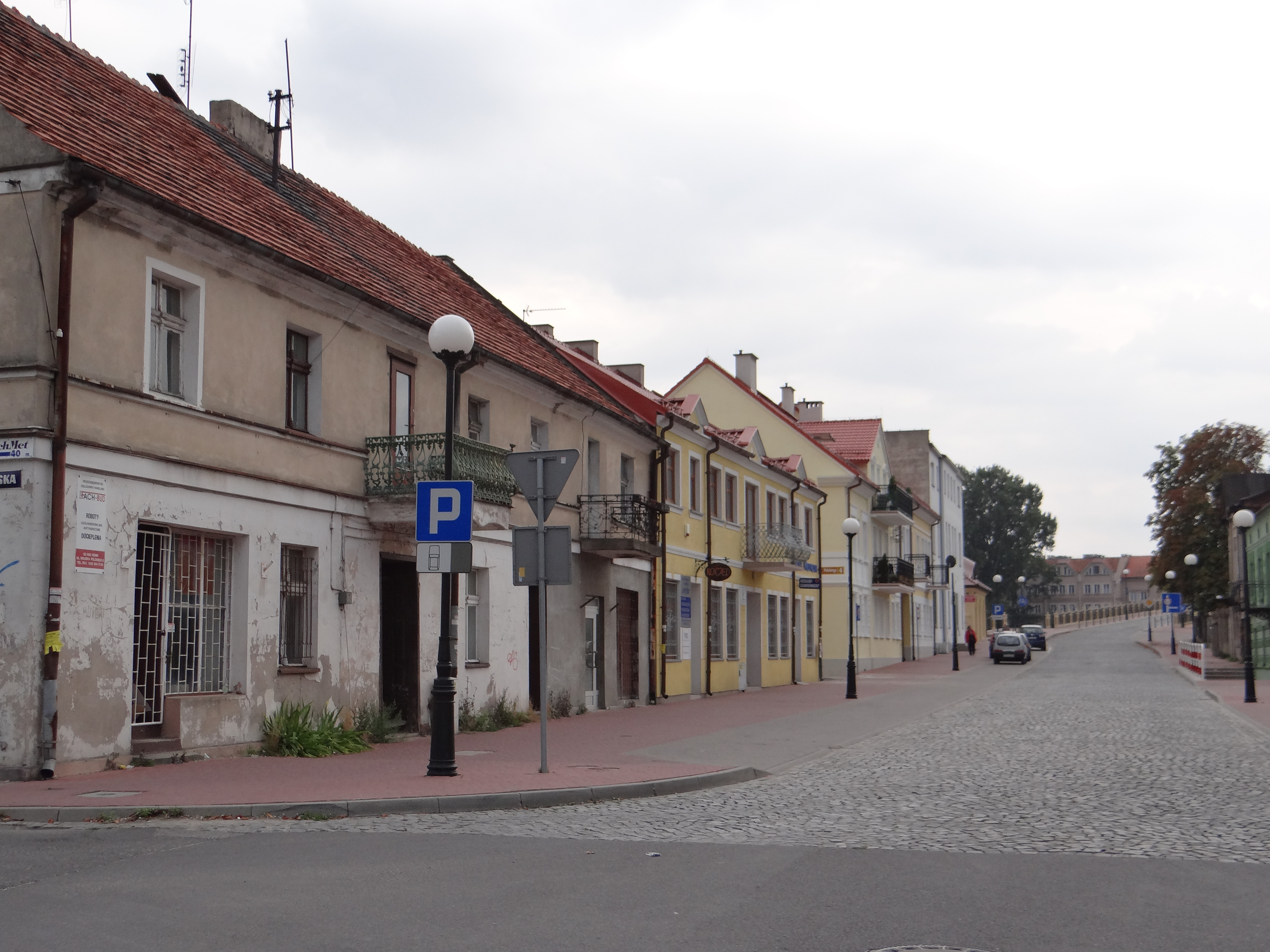
Вулиця Польської армії
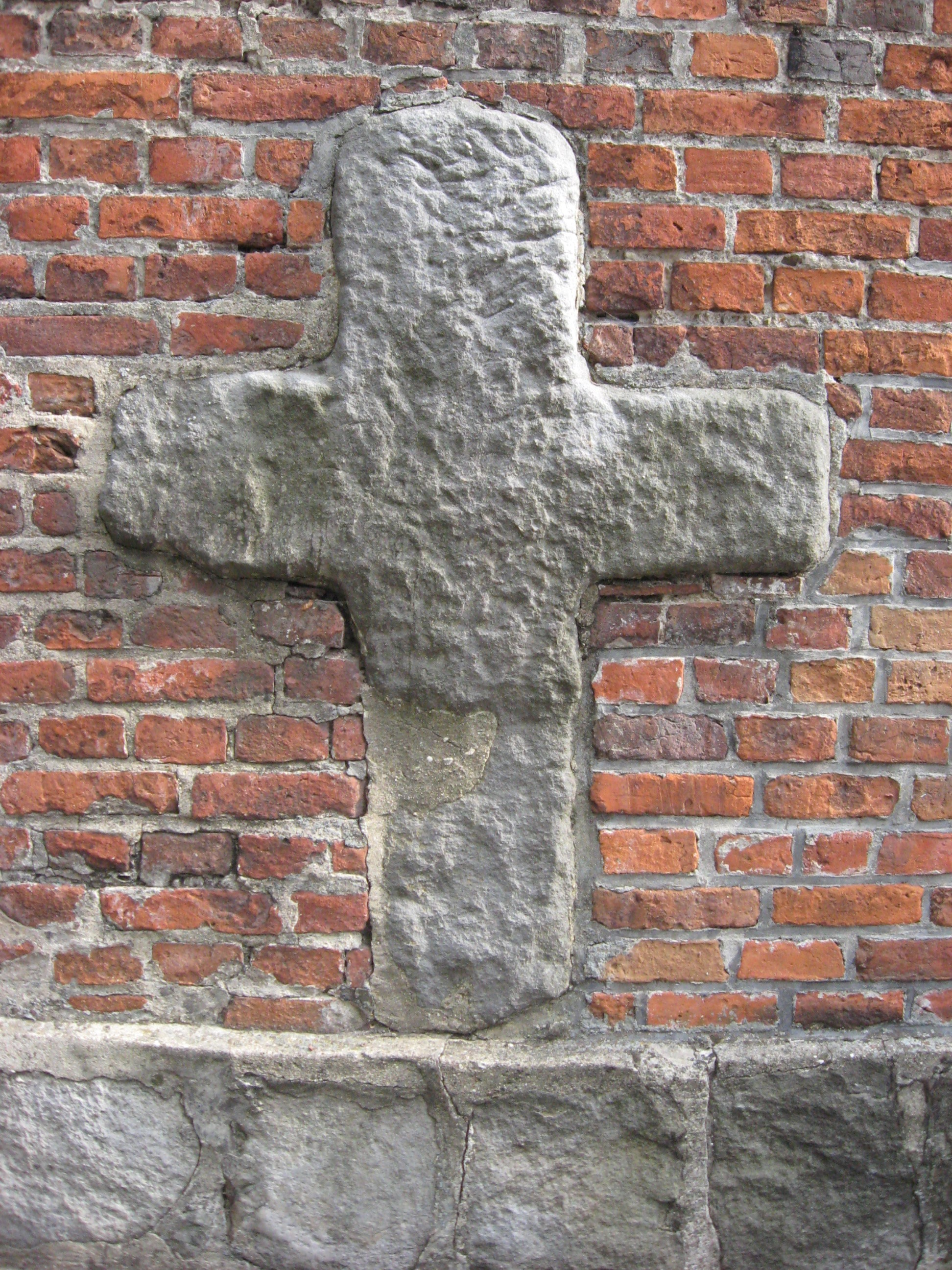
Елемент на північній стіні Церкви св. Варфоломія
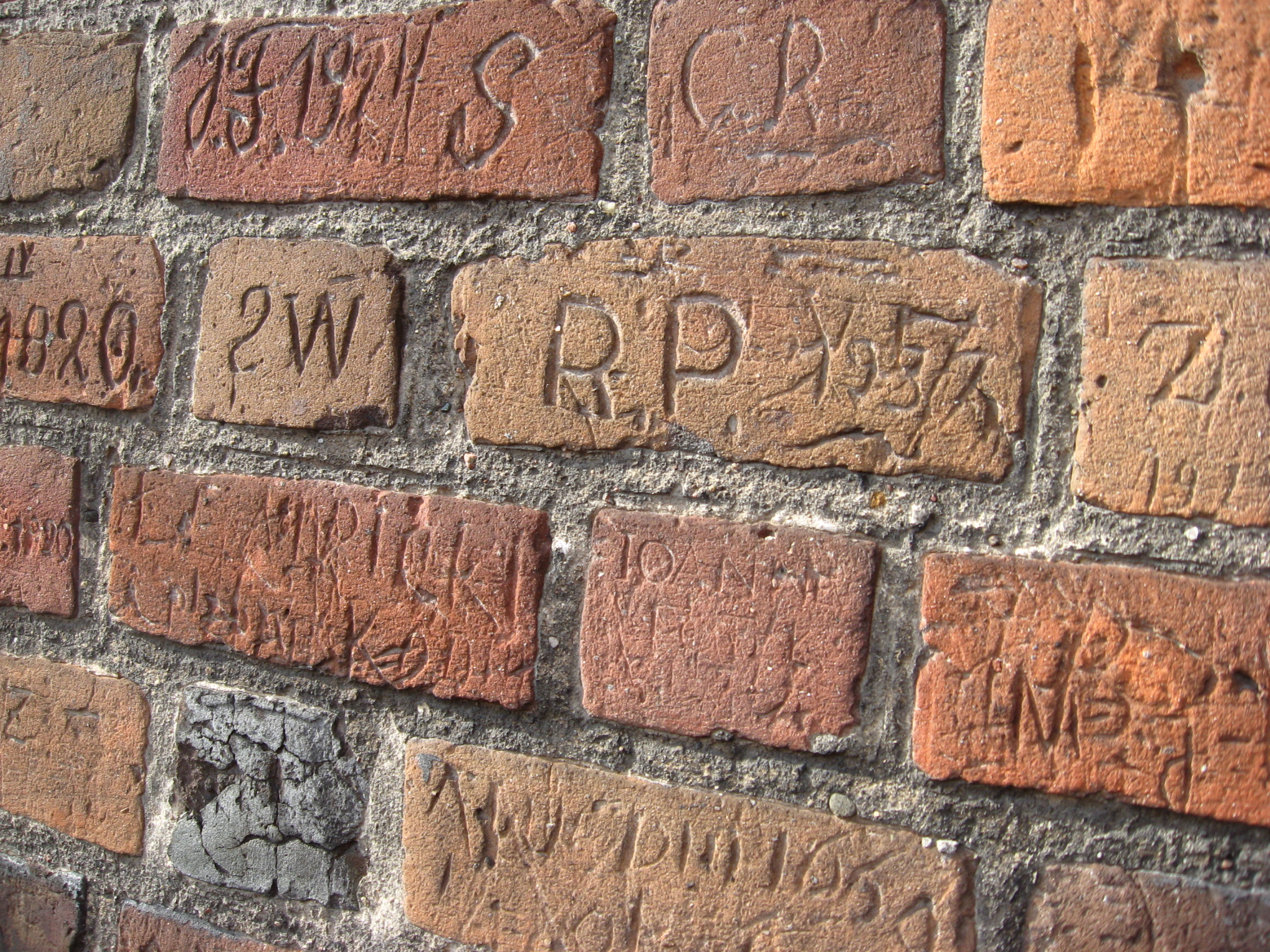
Написи, вирізувані місцевими жителями протягом століть на стіні церкви Св. Варфоломія
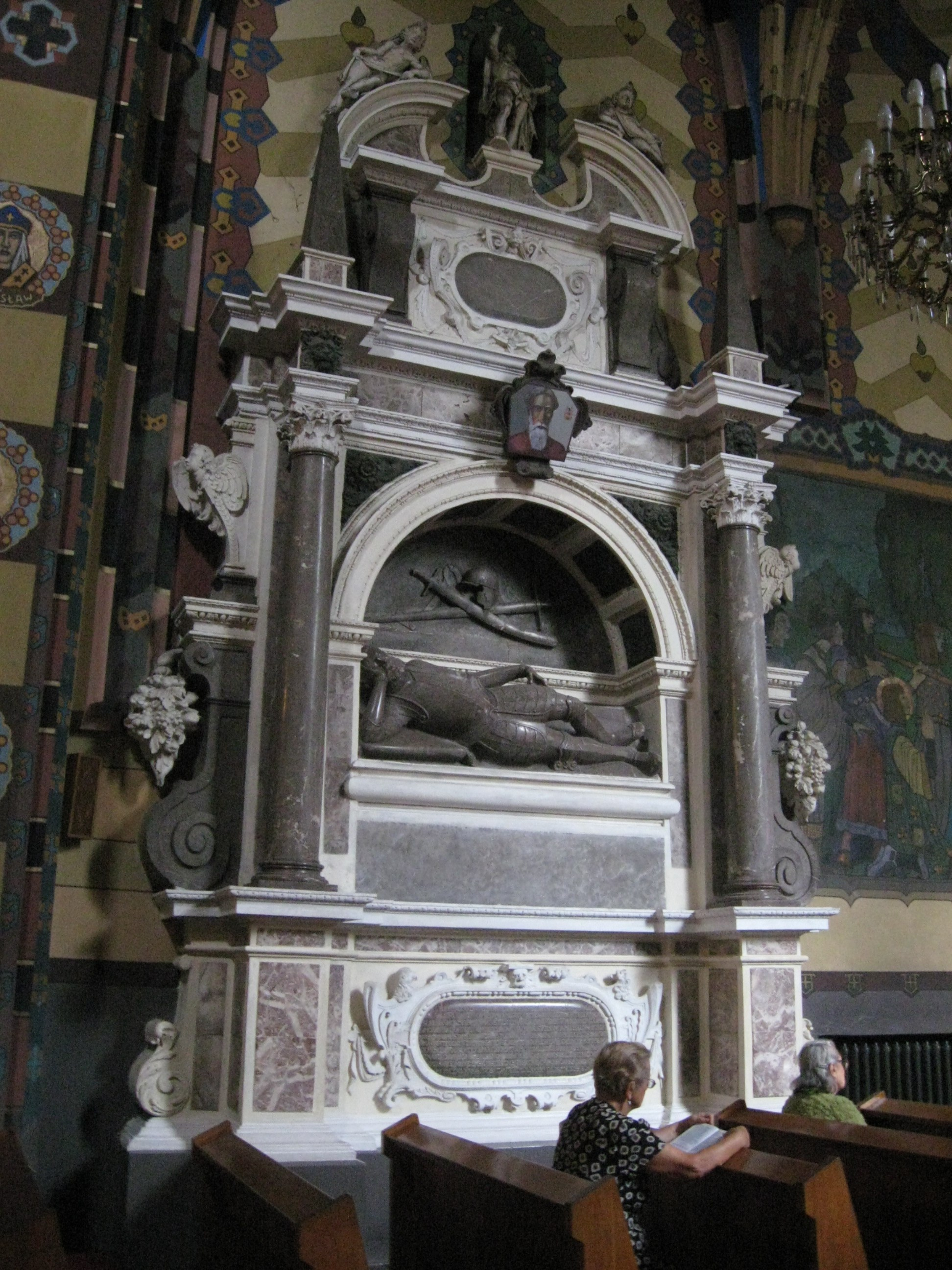
Інтер'єр церкви Святого Варфоломія: маньєристський надгробок Станіслава Пшиємського
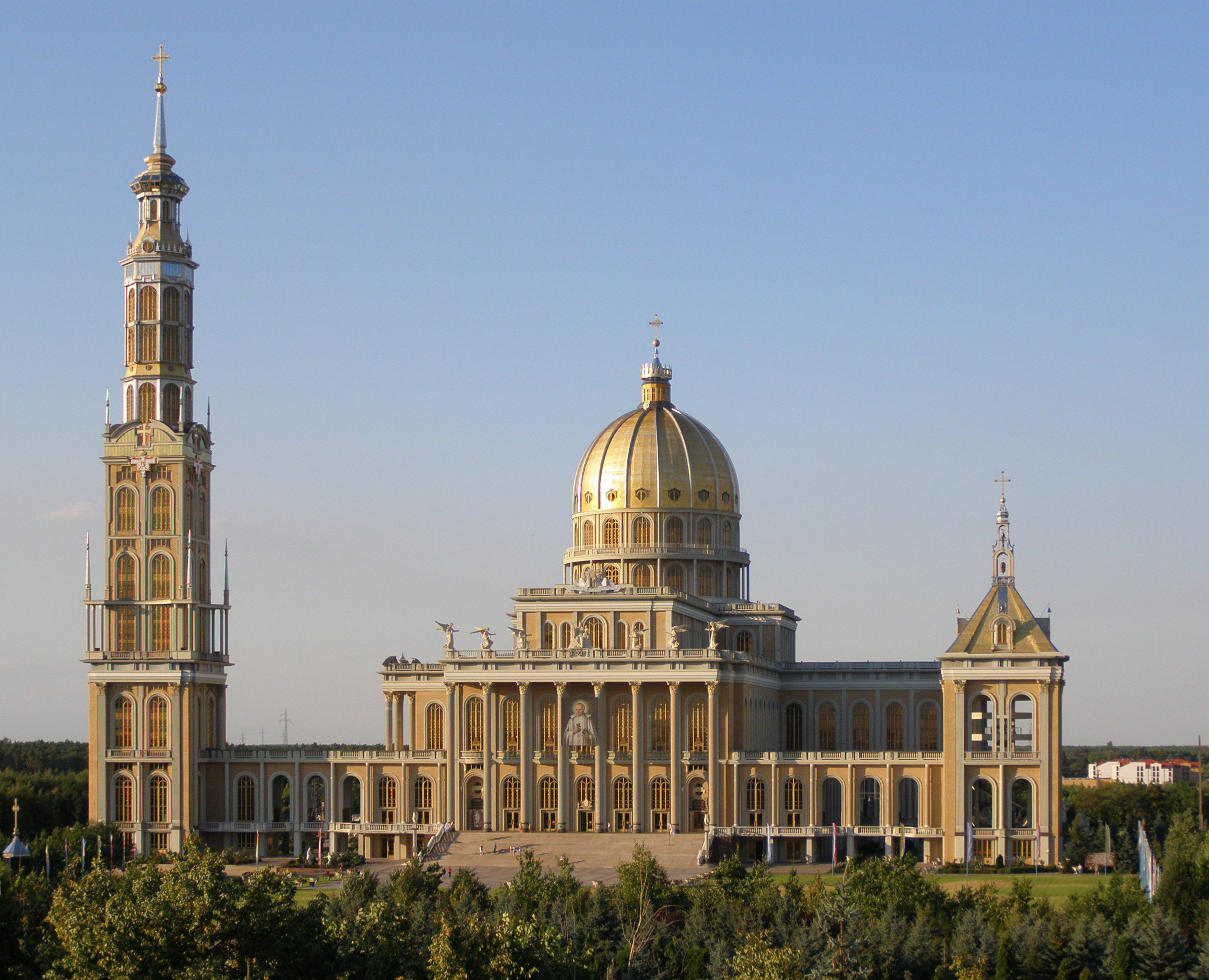
Базиліка Діви Марії Ліхеньської
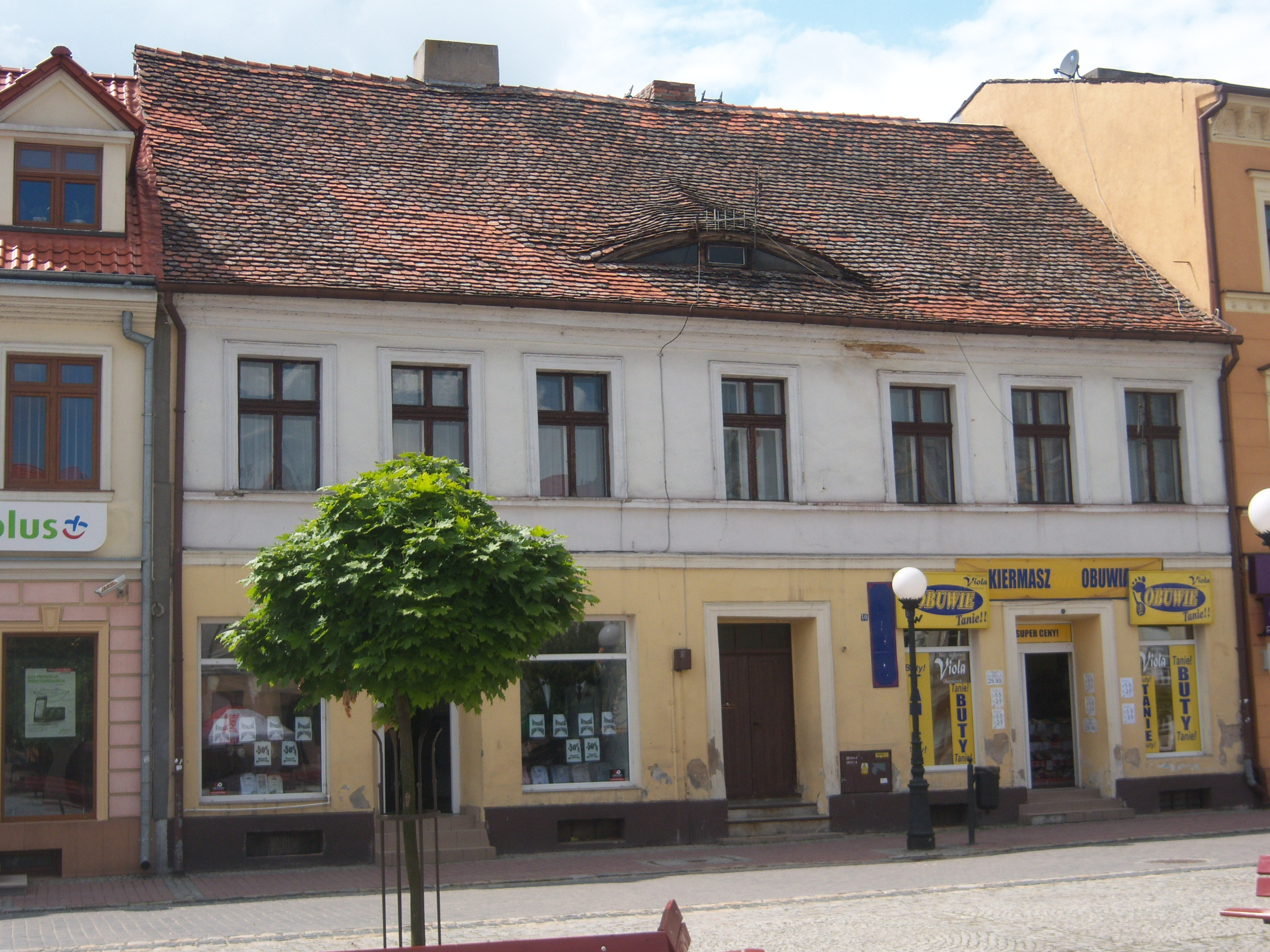
№. 10 Площа Свободи
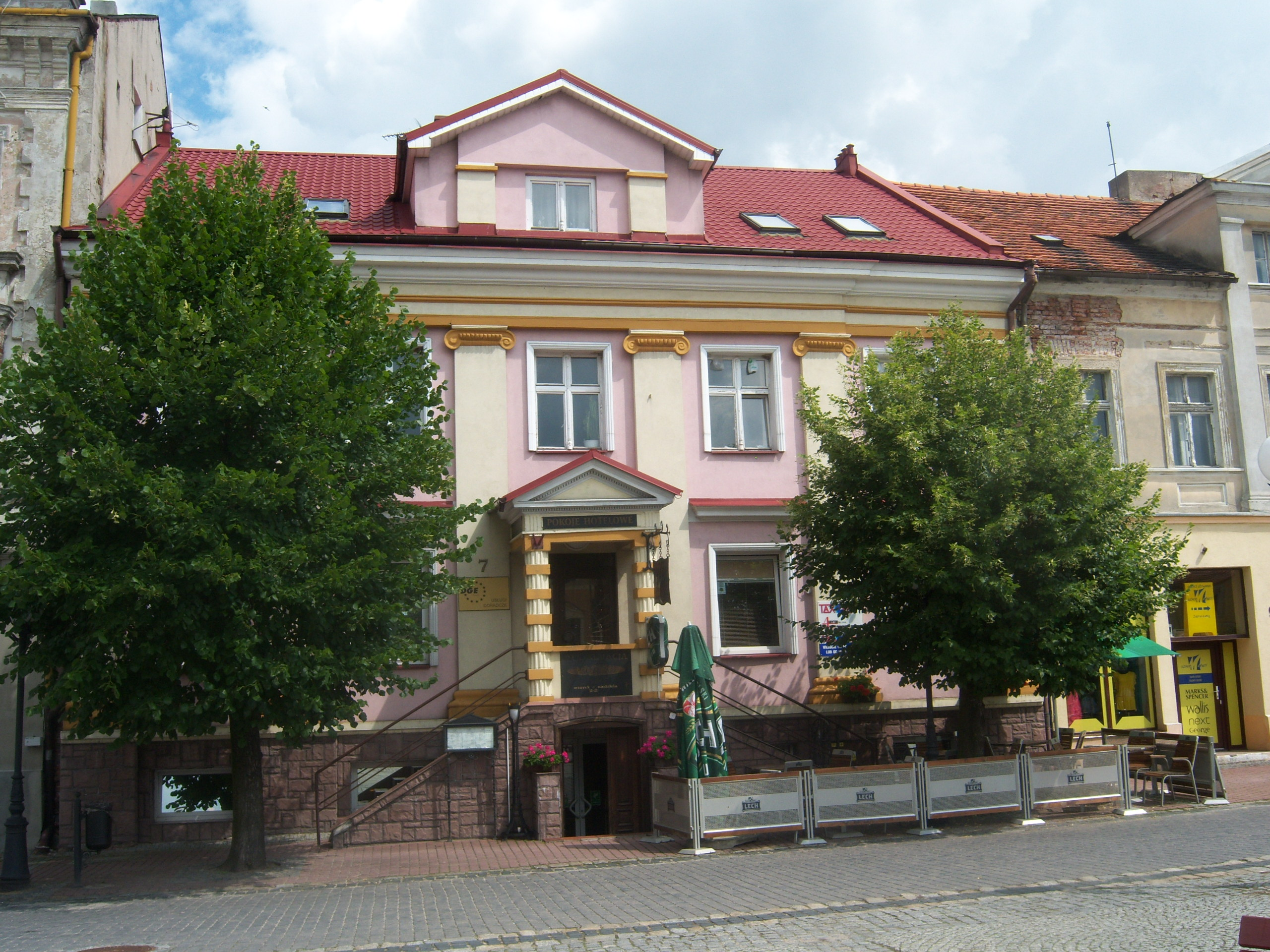
Будинок № 7, Площа Свободи
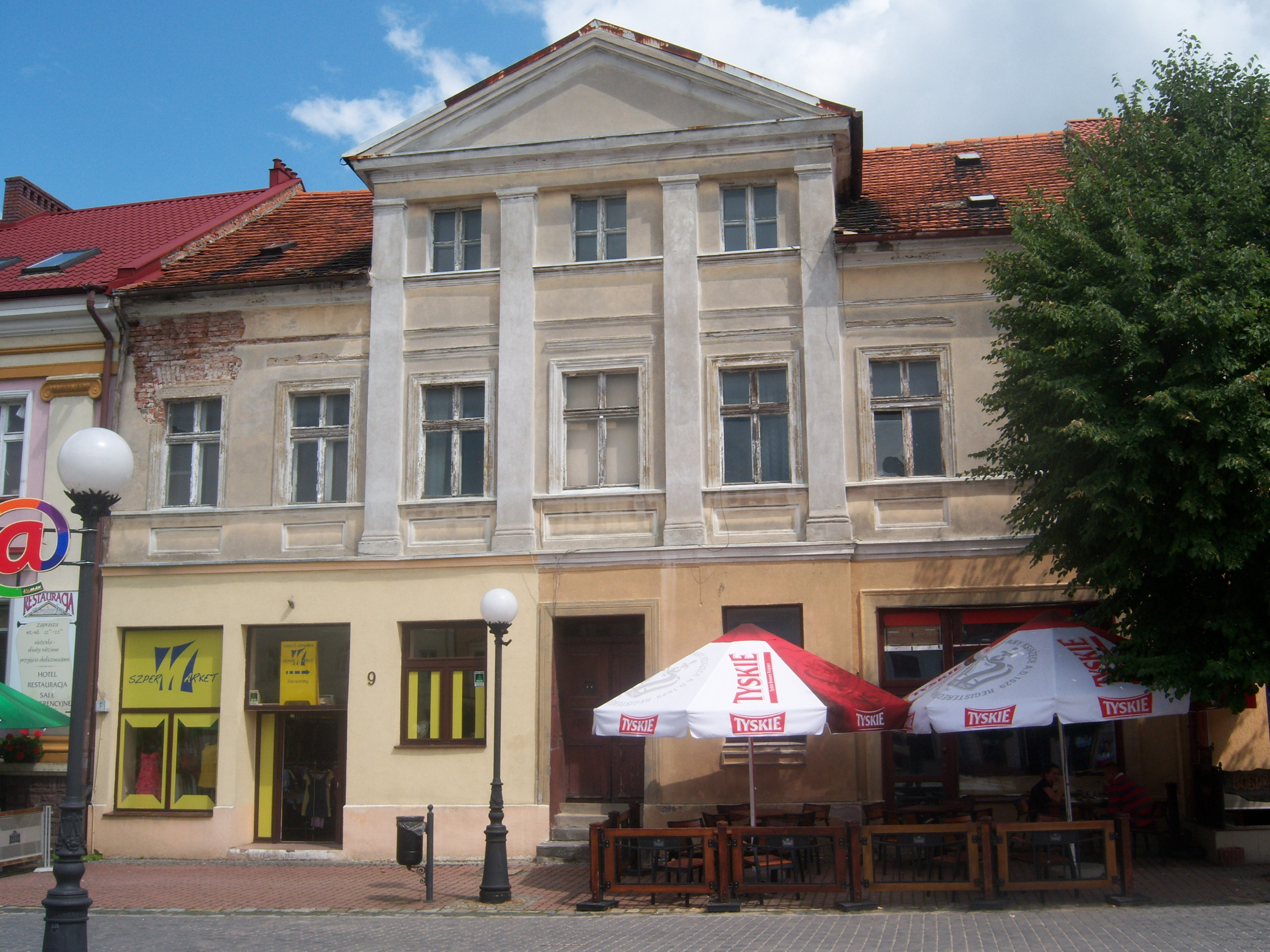
Будинок № 9, Площа Свободи
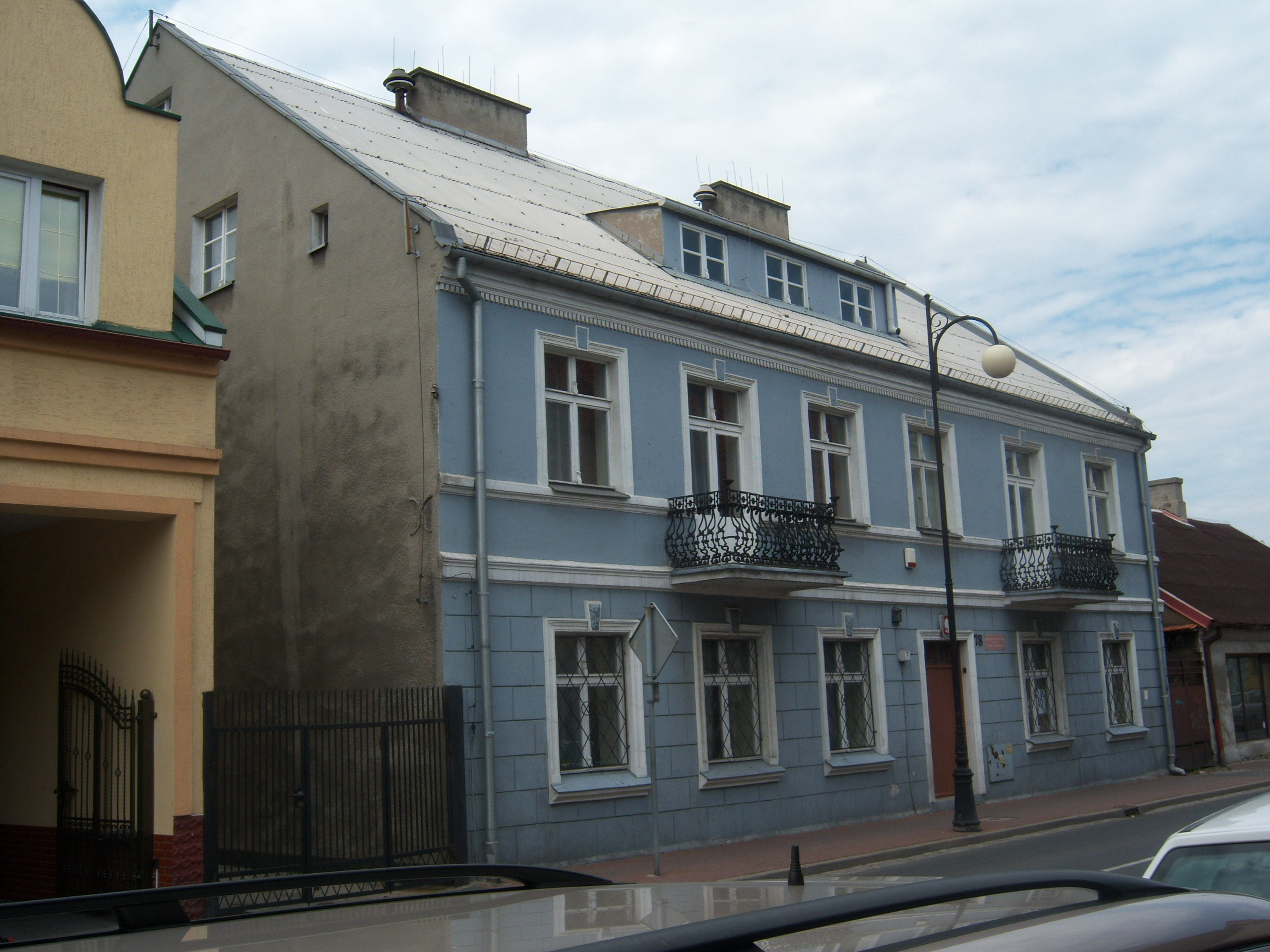
Будинок № 78 по вулиці 3 Травня
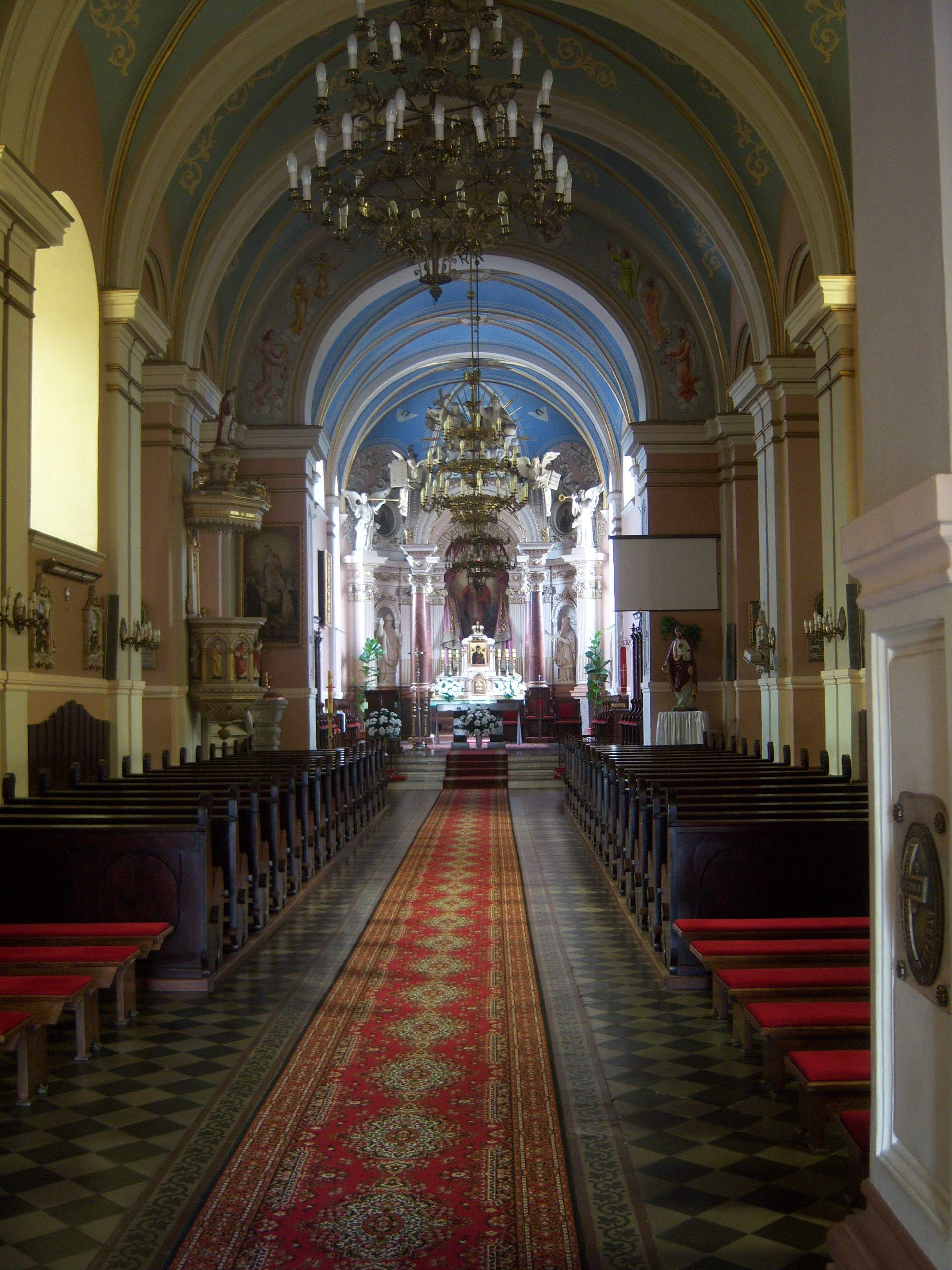
Інтер'єр церкви Святого Адальберта
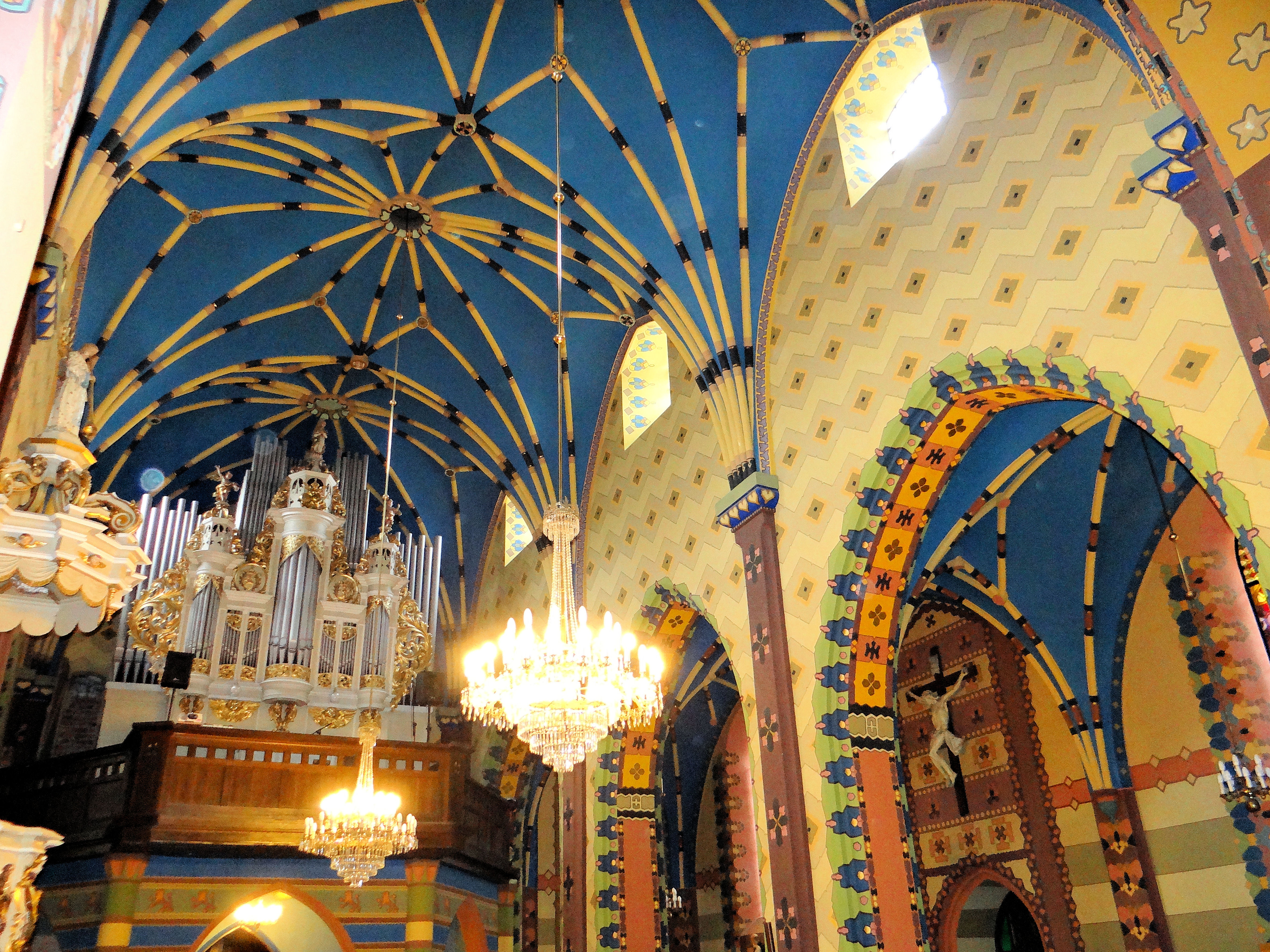
Орган церкви Св. Варфоломія
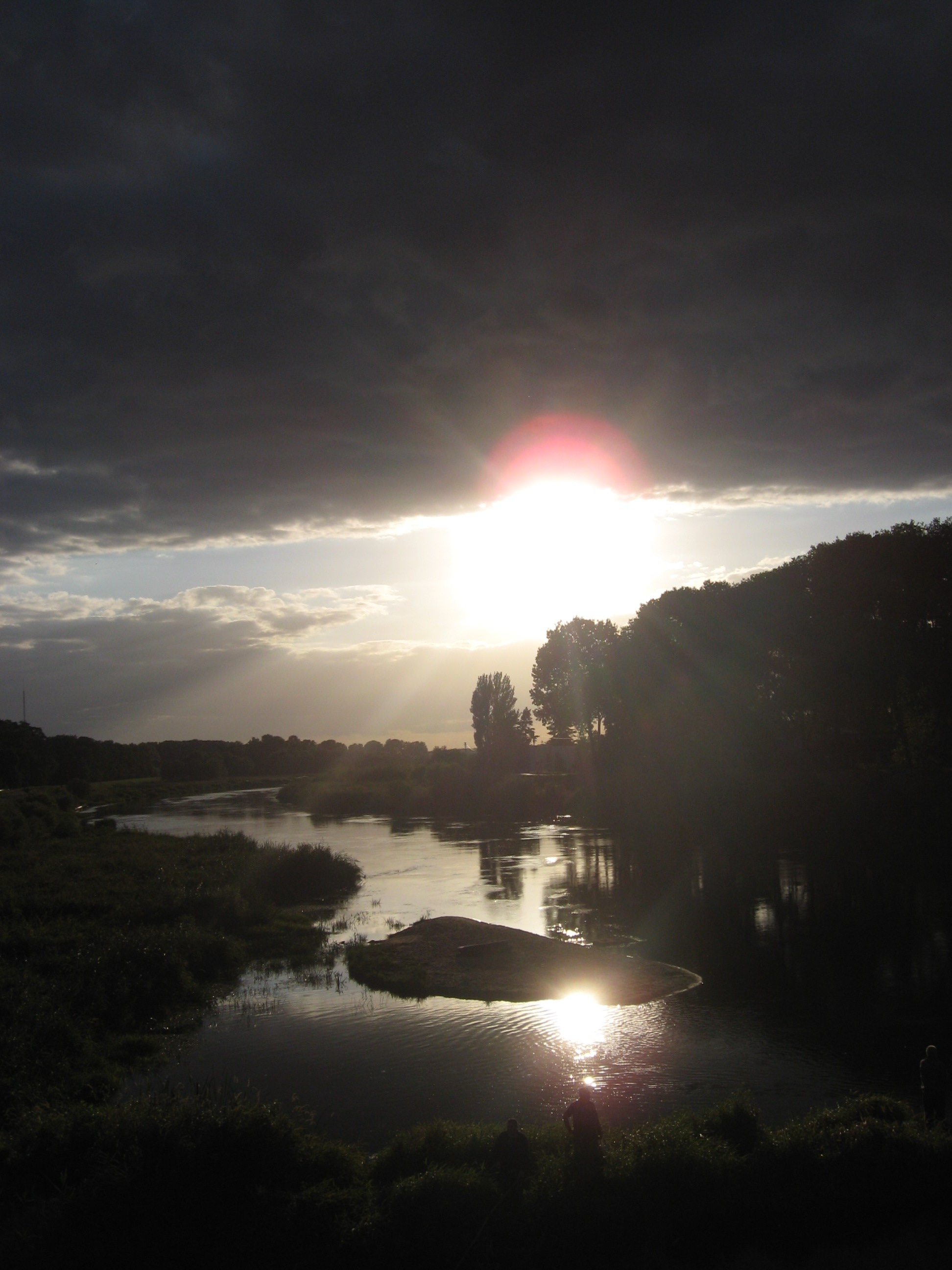
Серпневий захід Сонця, Конін, 2008 р.
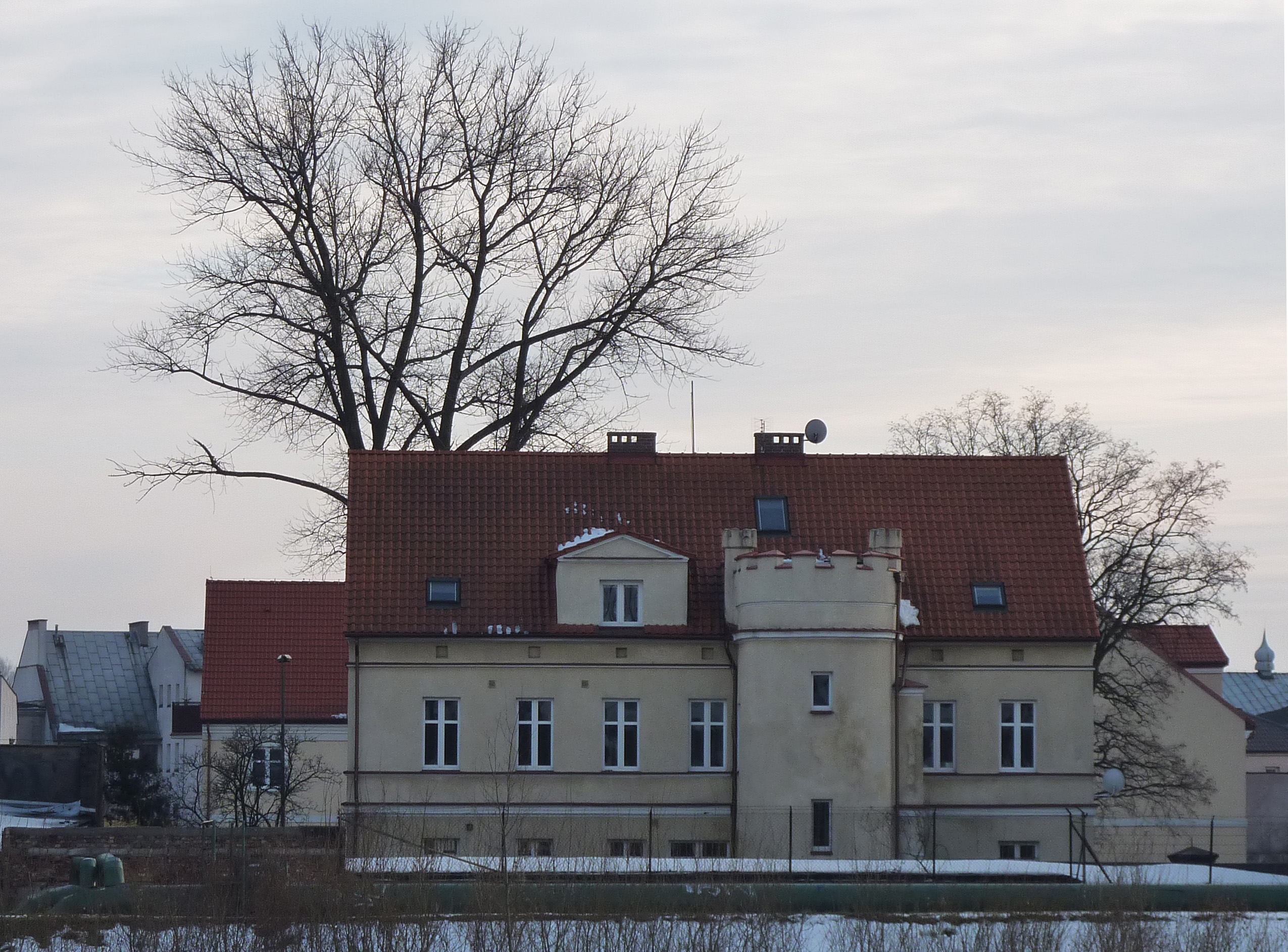
Будинок Повітової каси на річці Варта.
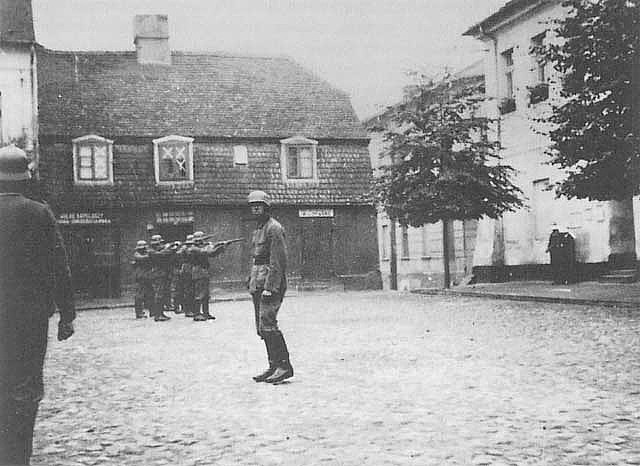
Німецькі солдати розправляються з  польськими заручниками, Конін 1939
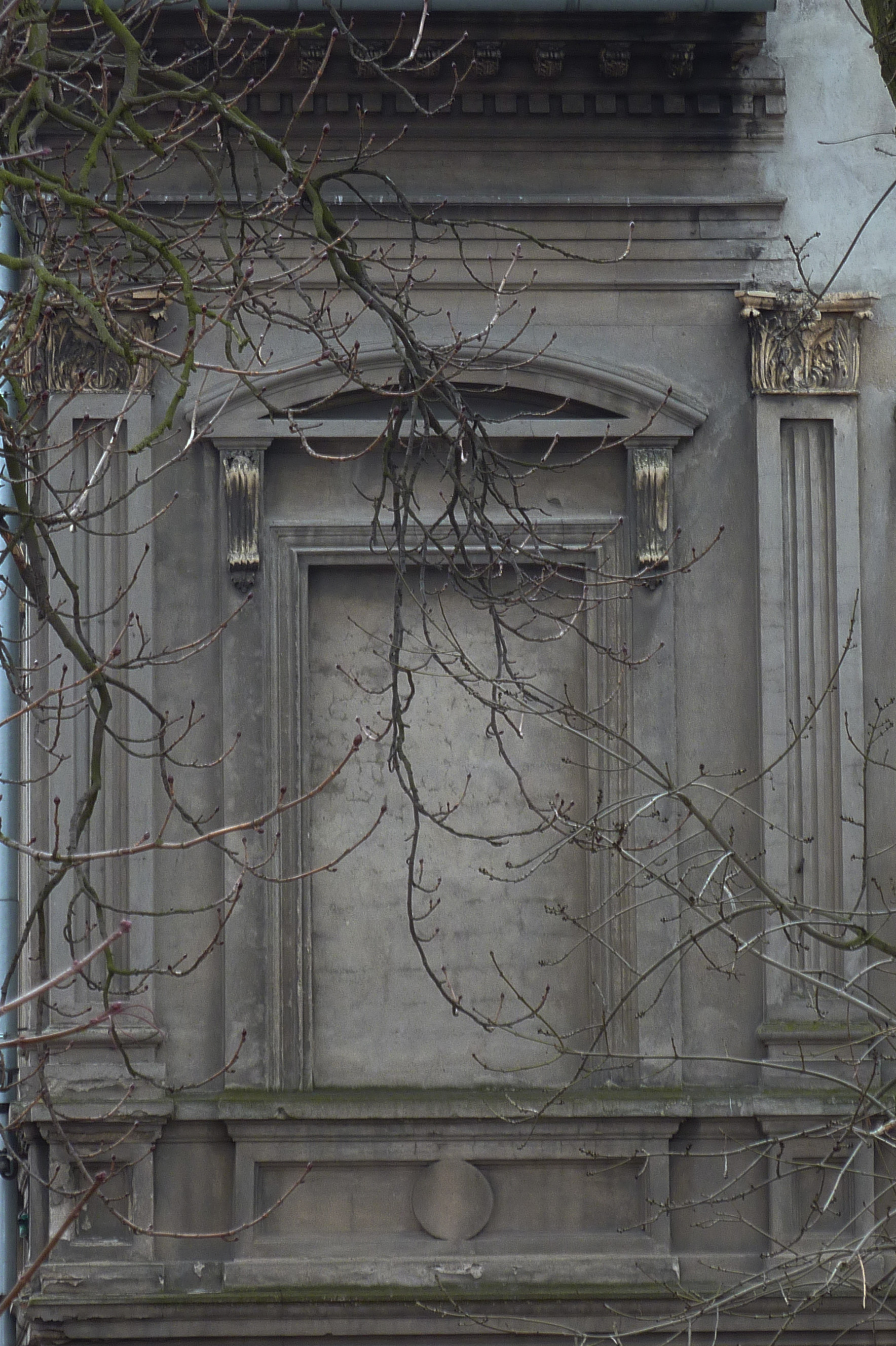
Будинок Сікорського на вулиці Кілінського
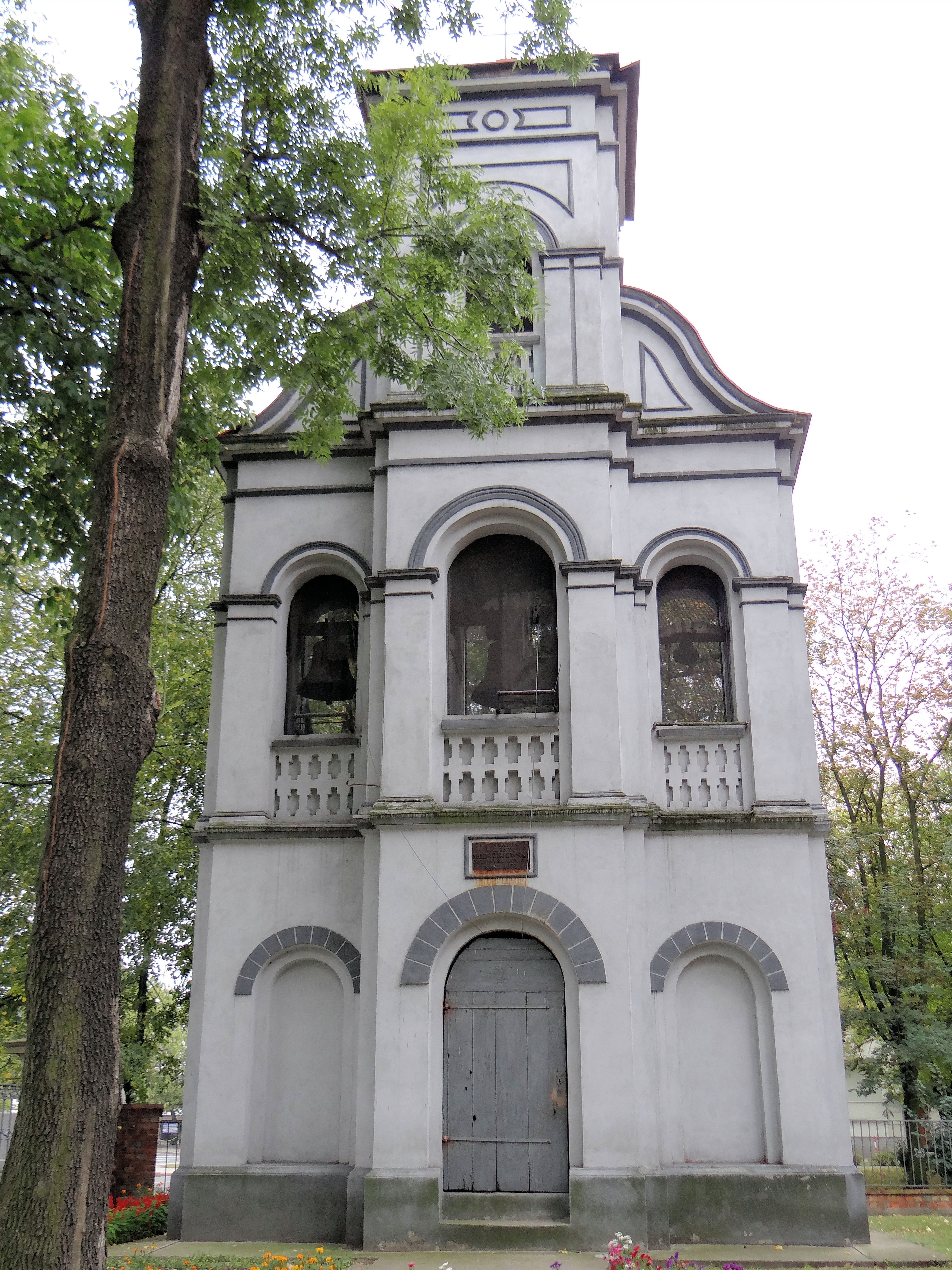
Дзвіниця церкви Св. Варфоломія
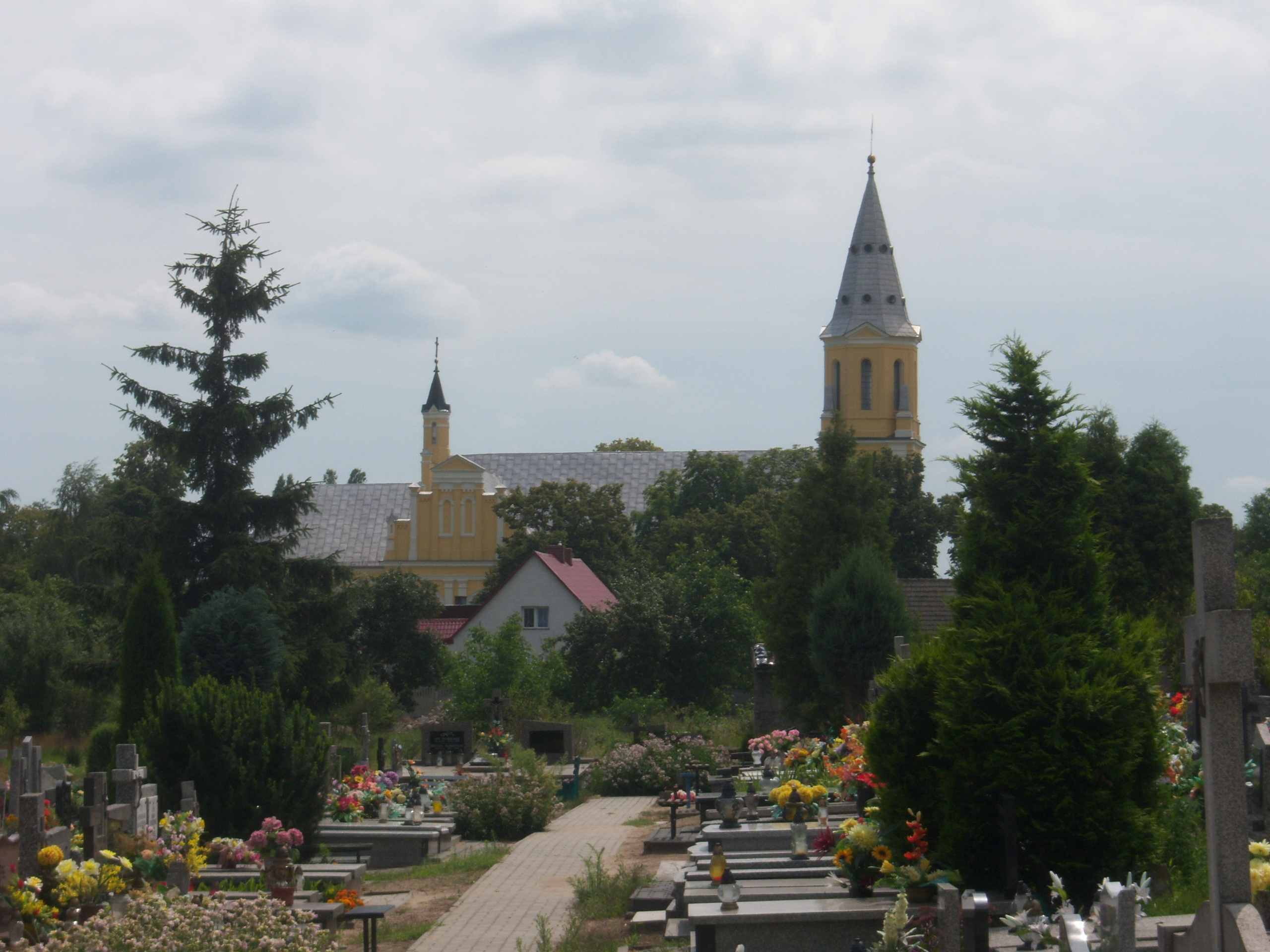
Церква Св. Адальберта
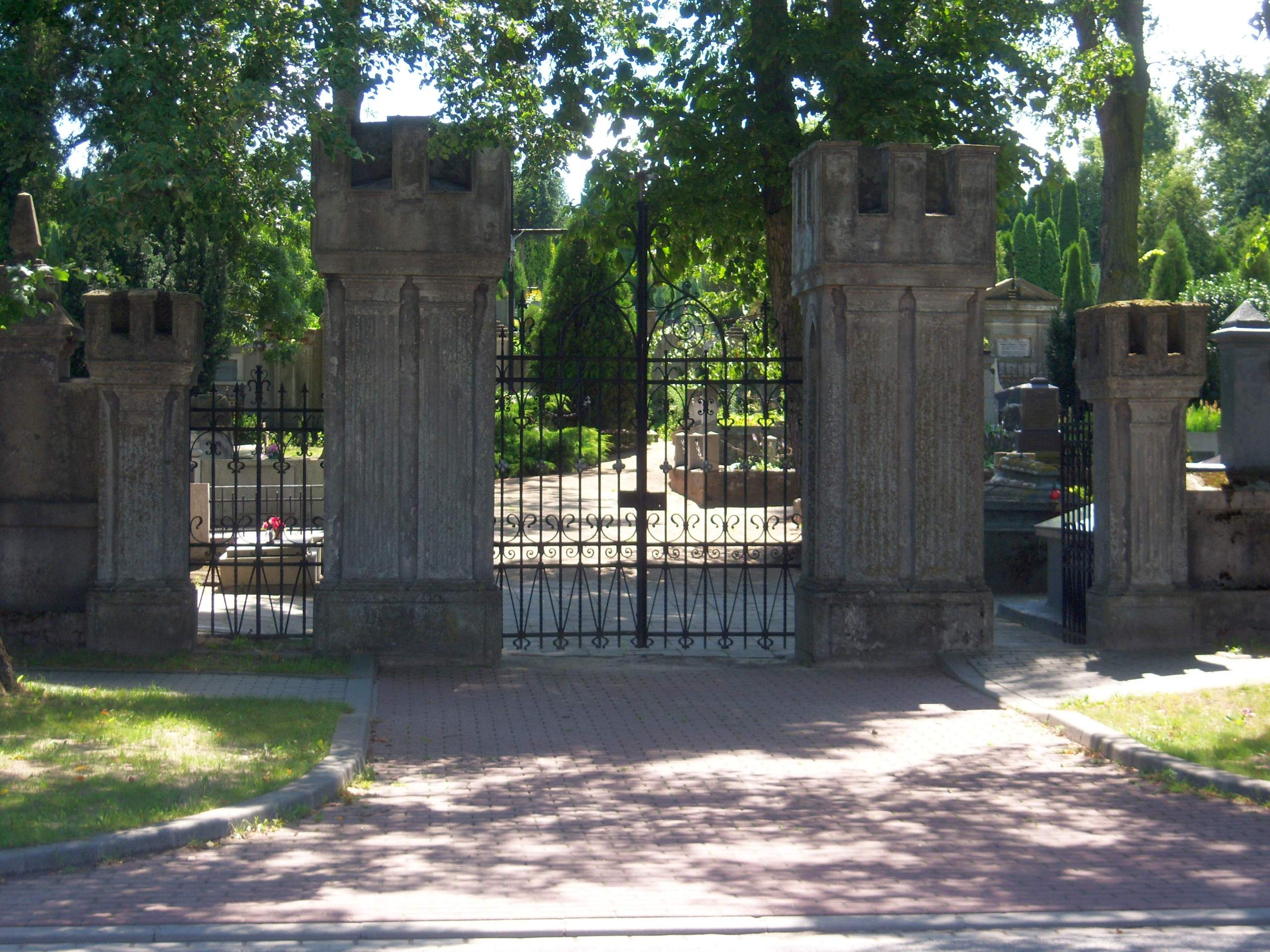
Ворота лютеранського кладовища на Кольській вулиці
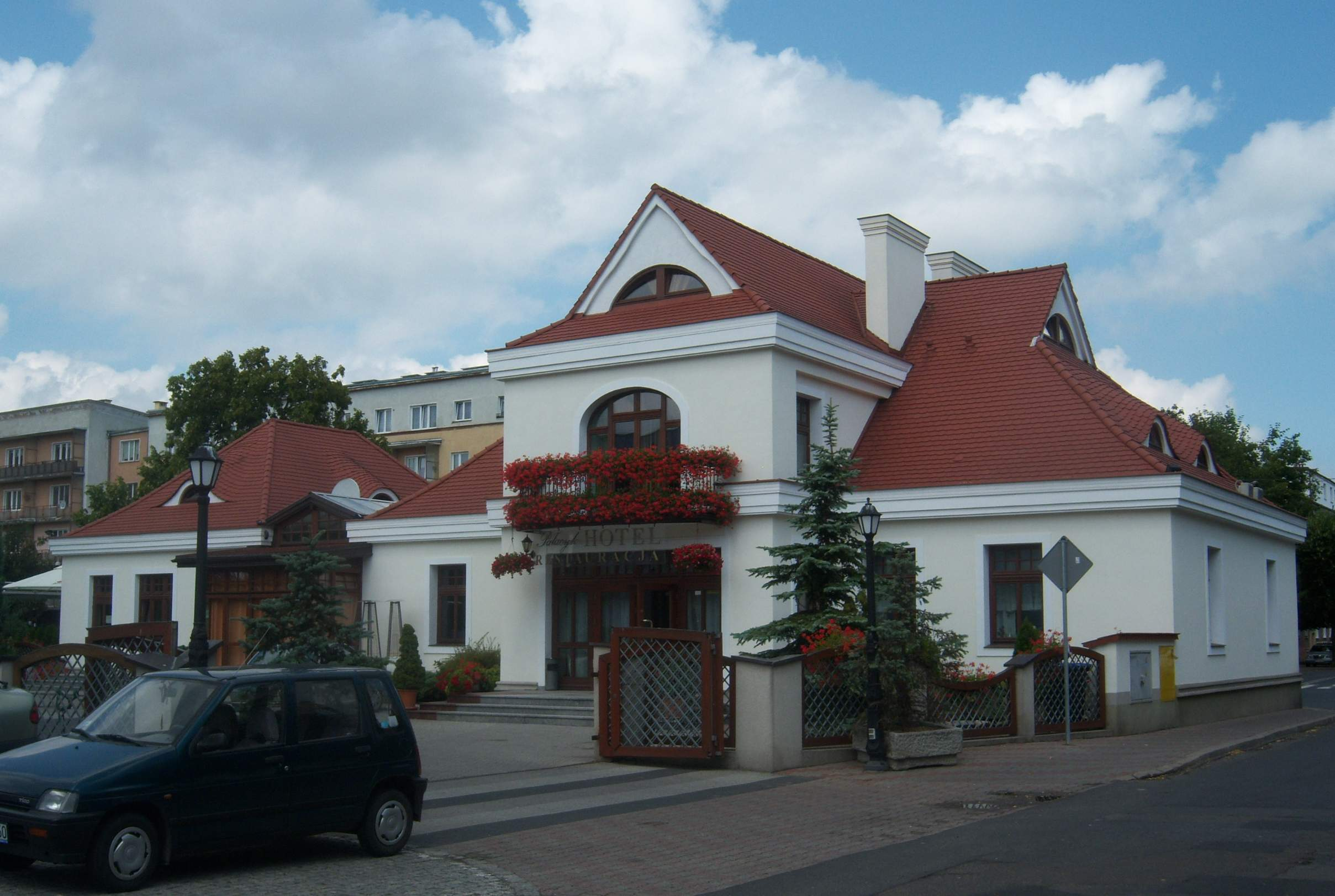
Готель «Палацик»
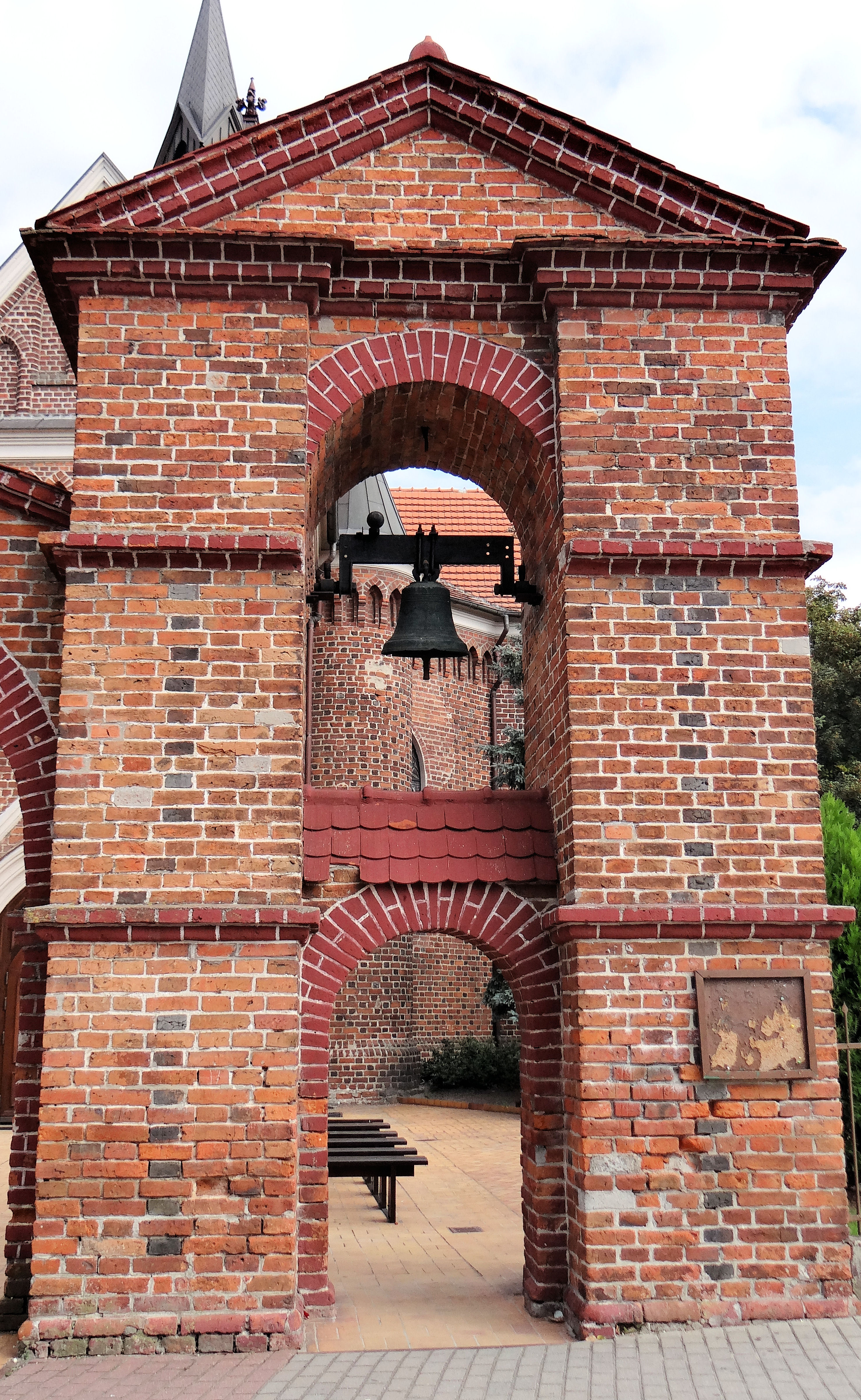
Дзвіниця Андріївської церкви
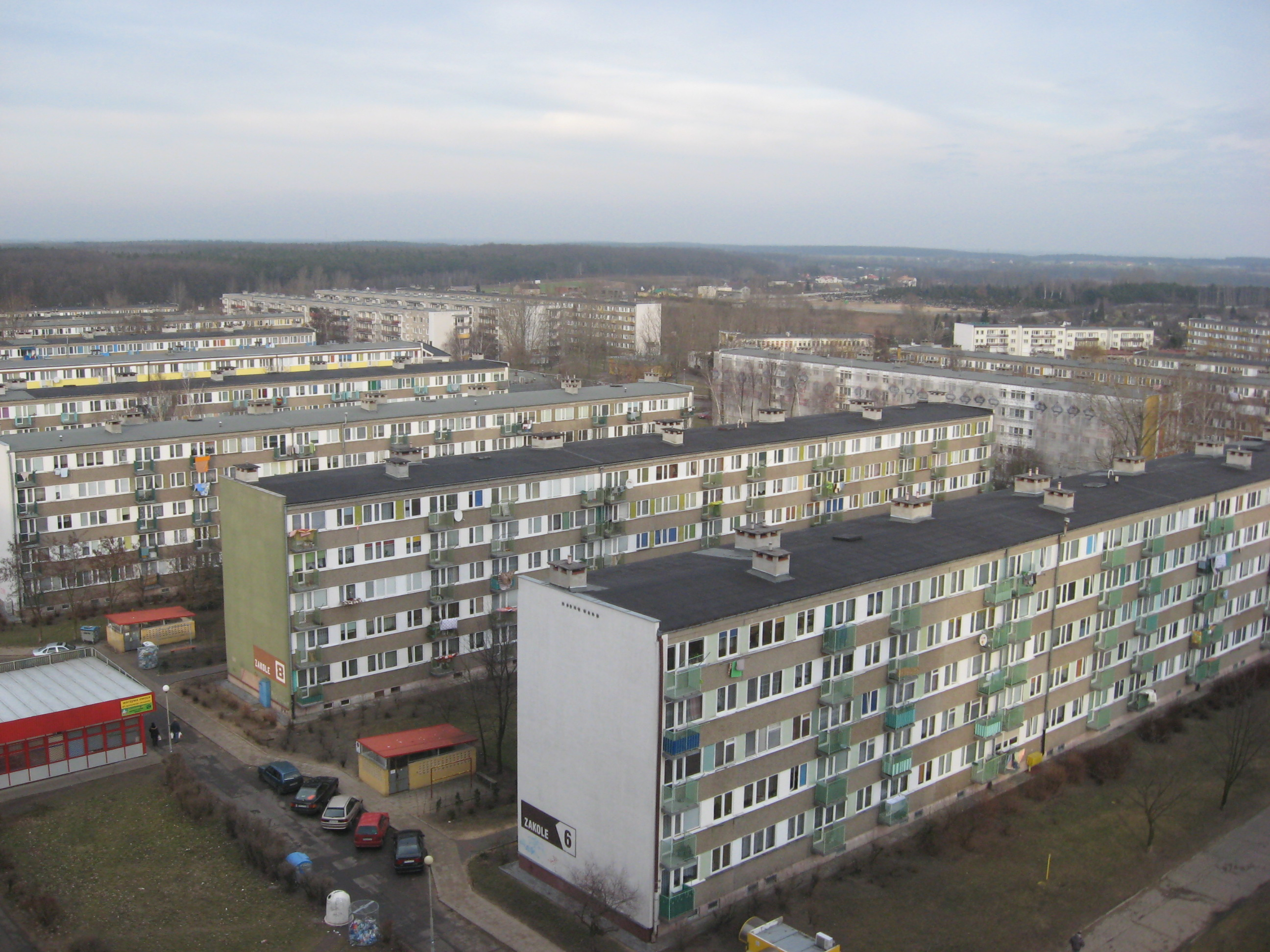
Житловий комплекс номер V
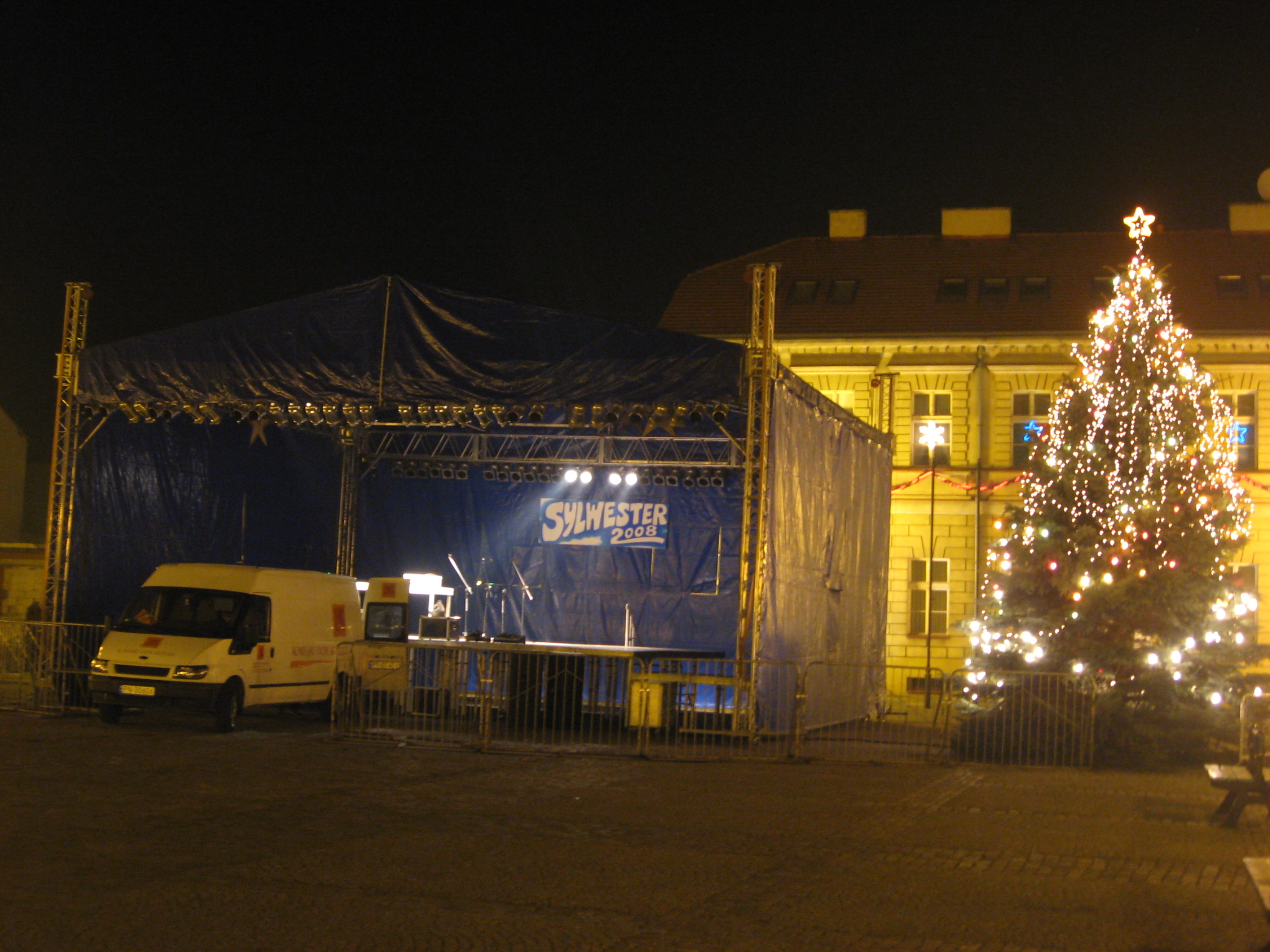
Новий рік 2008 в Коніні: Різдвяна ялинка та відкрита естрада
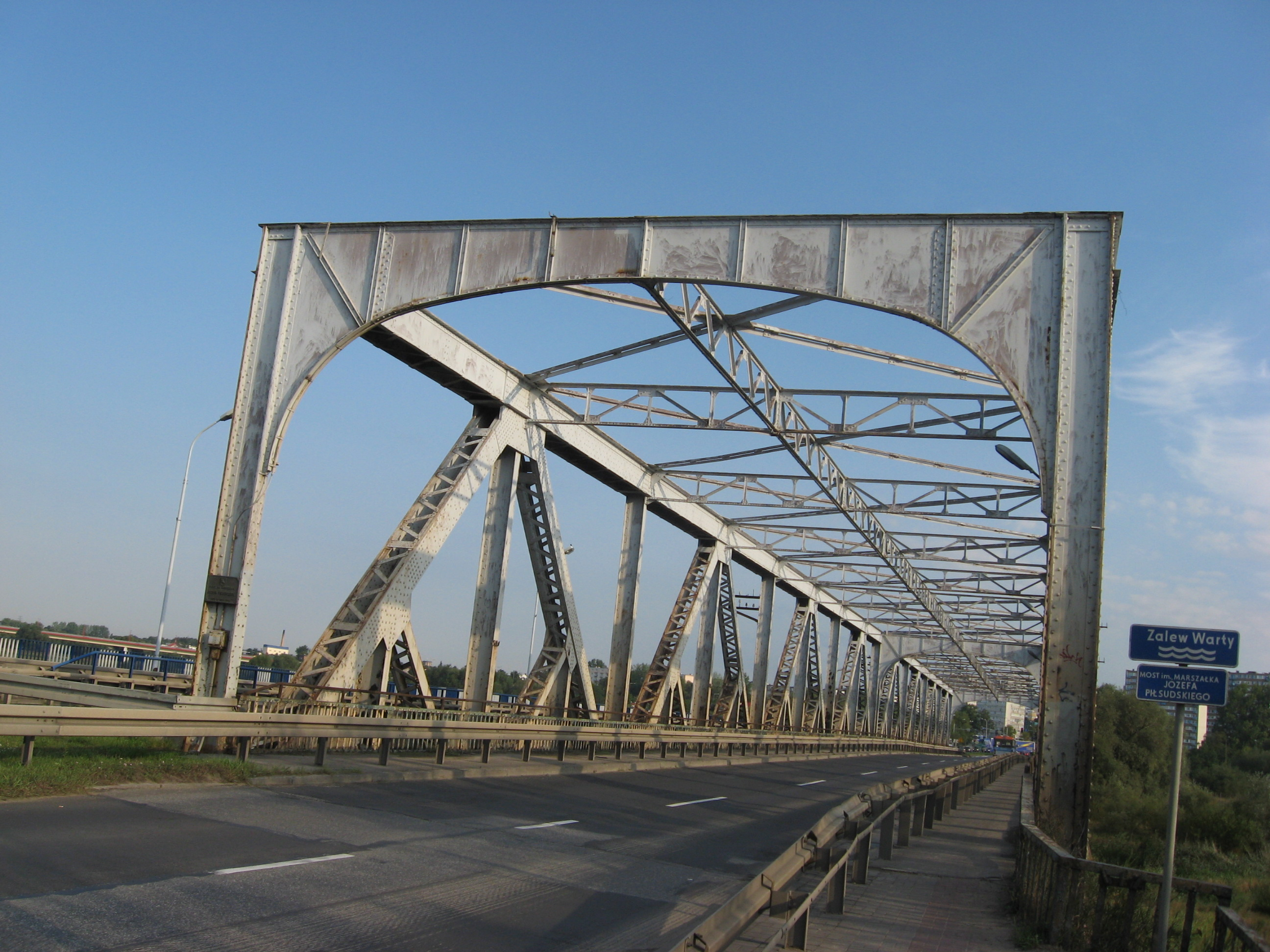
Міст Юзефа Пілсудського
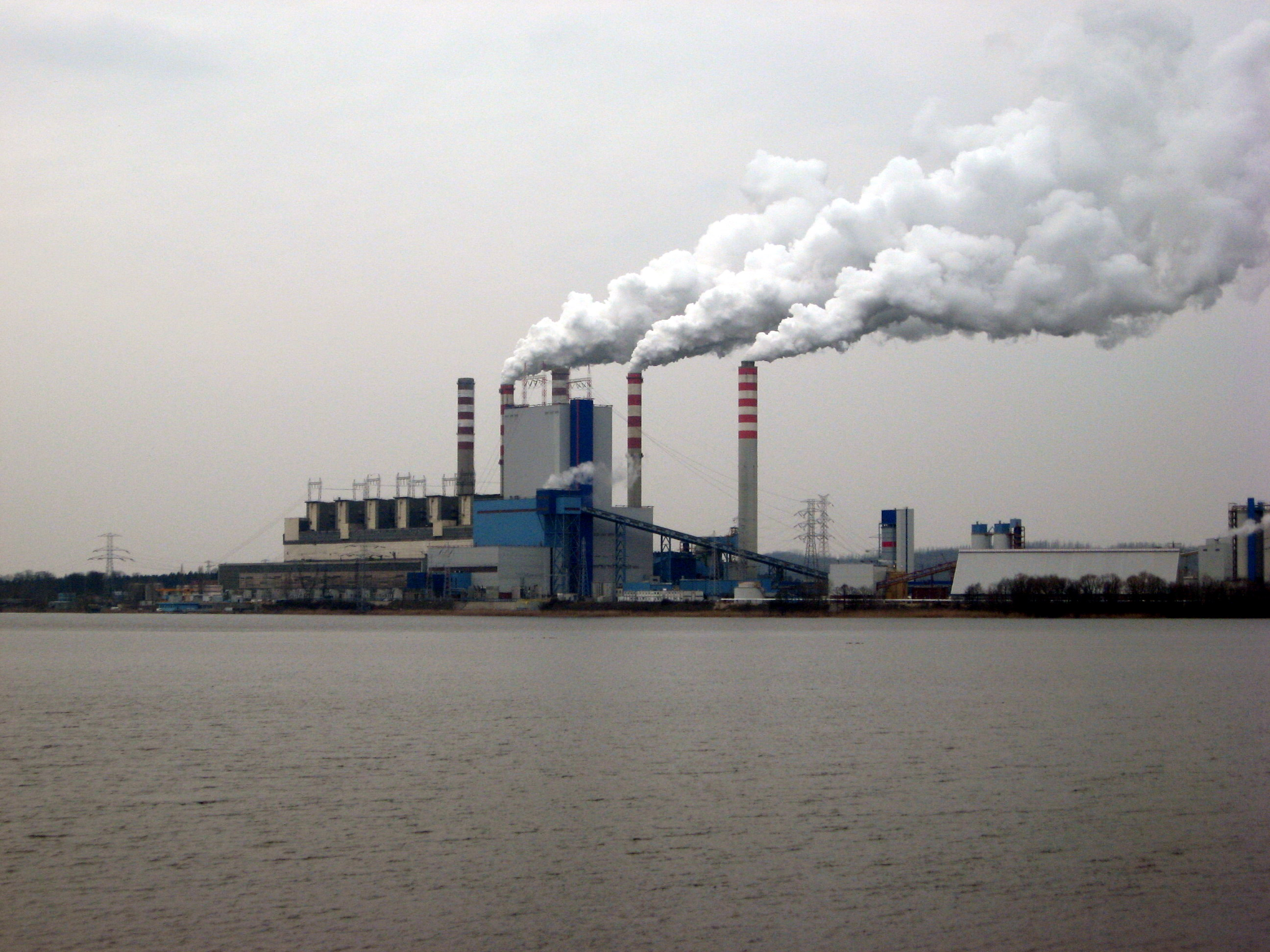
Вугільна електростанція (2008), у районі Понтнув
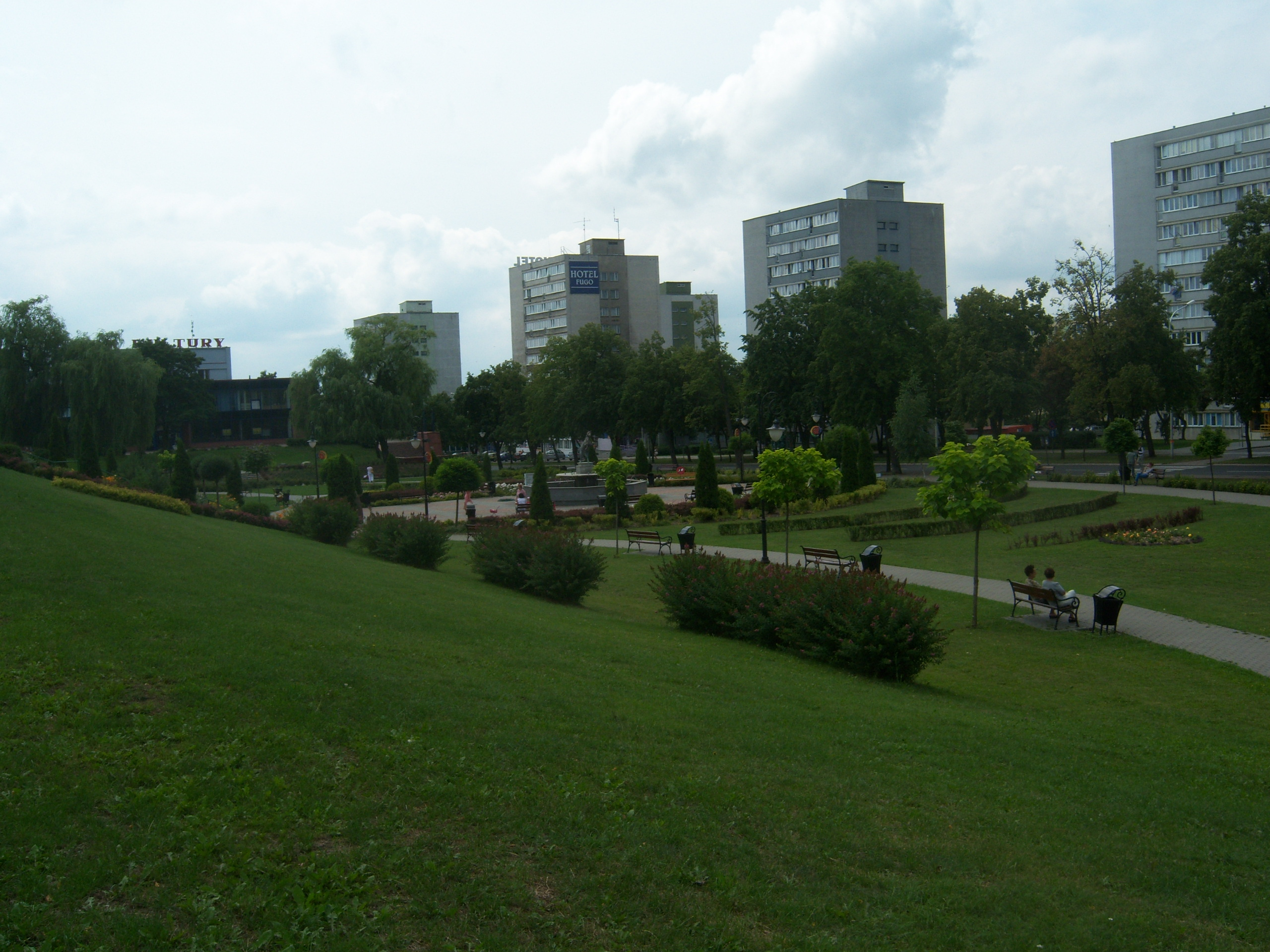
Парк на розі вулиць 1 травня і Дворцової
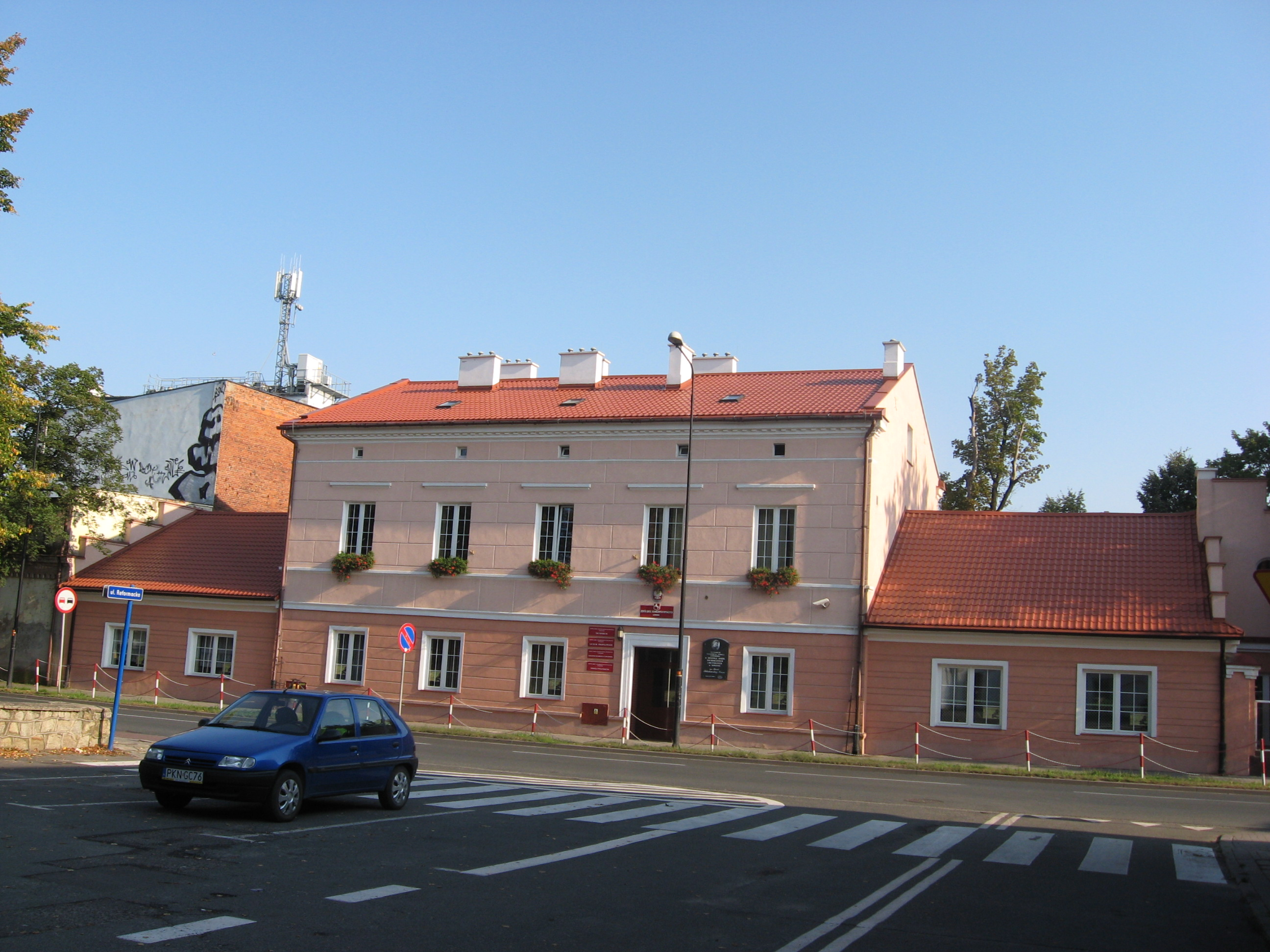
Колишня лікарня на Кольській вулиці, тепер середня школа
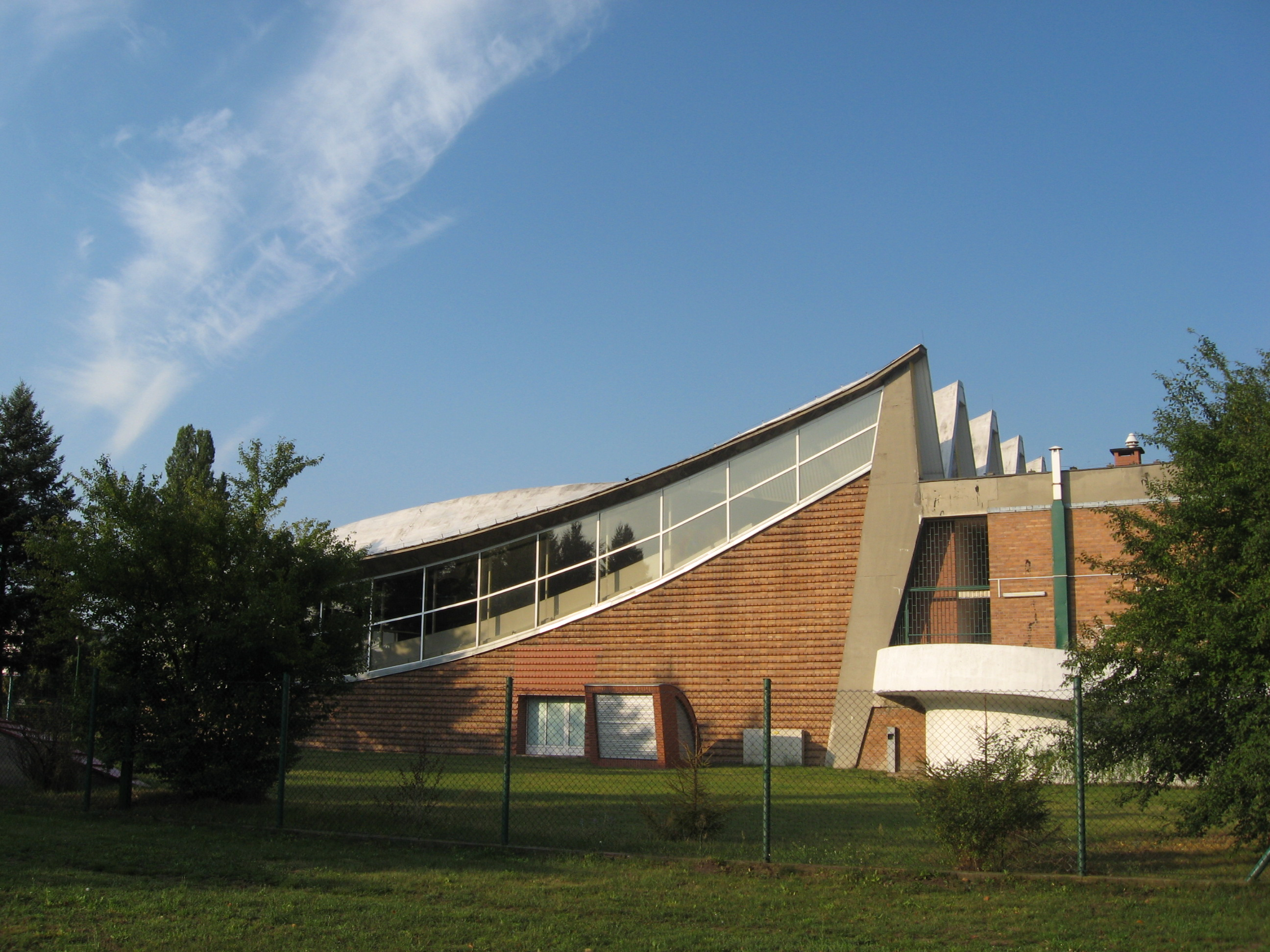
Центр спорту «Рондо», у Новому місті
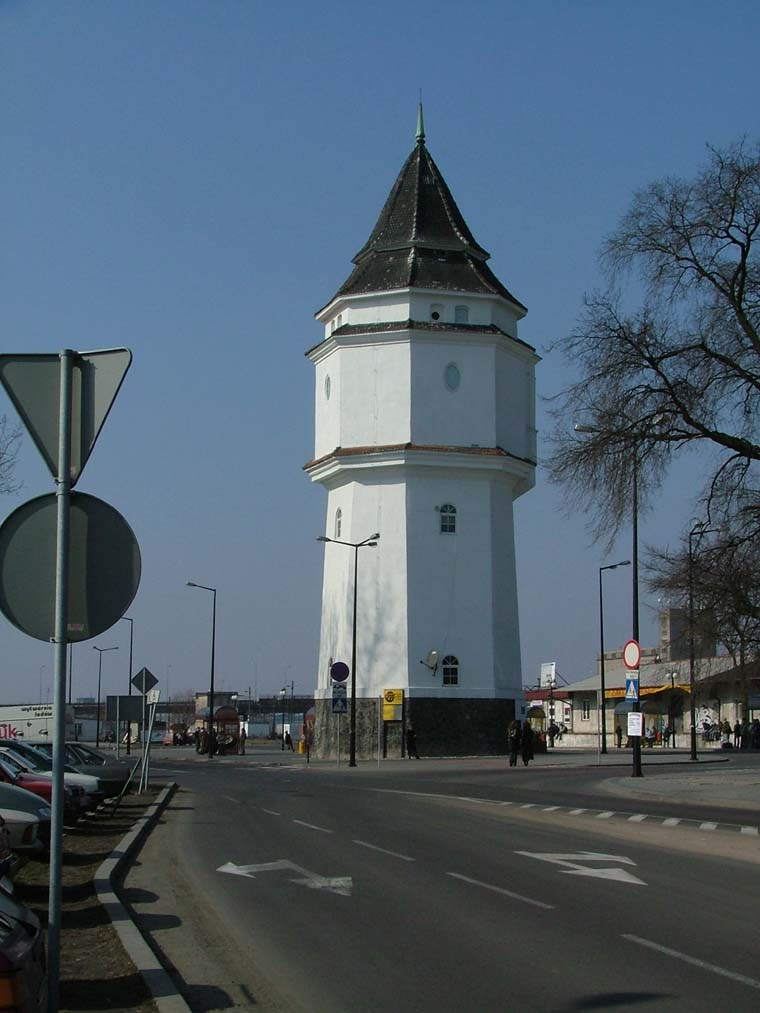
Стара водонапірна вежа
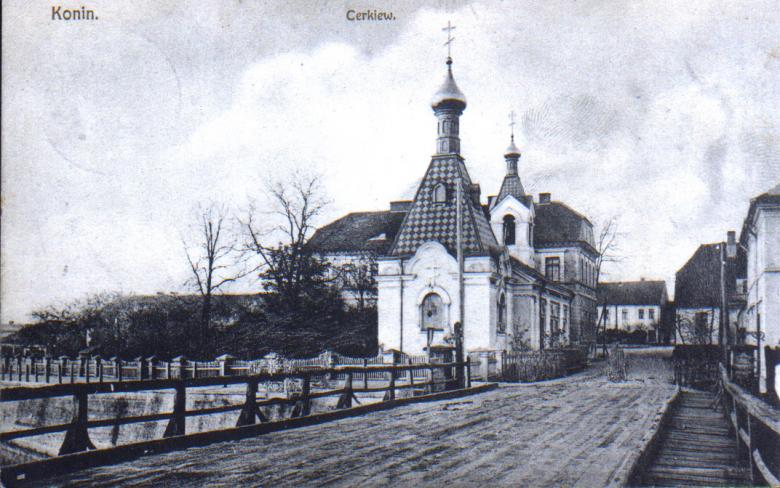
Конін, 1916

## Міста-побратими
- Акмене, Литва
- Чернівці, Україна
- Добеле, Латвія
- Енен-Бомон, Франція
- Герне, Німеччина
- Карлово, Болгарія
- Санта-Сусанна, Іспанія
- Сундсвалль, Швеція
- Вейкфілд, Велика Британія
- Унгени, Молдова[12]